# SHOW BY ROCK!!のディスコグラフィ
SHOW BY ROCK!!のディスコグラフィでは、主にポニーキャニオンから発売された、ゲーム『SHOW BY ROCK!!』の関連CDについて記述する。
太字はCD初収録楽曲。

## ゲーマーズ限定シングル
ゲーム版の楽曲を収録したシングル。2014年12月27日にゲーマーズで限定発売。1000枚の限定発売で、インディーズ扱いとなっている。シリアルナンバー付き。

### インディーズCD Plasmagicaにゃ！
ジャケットの裏面にはバンドメンバー、レーベル面にはシアンからのメッセージが記載されている。
収録曲
1. Can't stop DAISUKI !!
歌：シアン（稲川英里）、チュチュ（上坂すみれ）
作詞・作曲・編曲：杉浦"ラフィン"誠一郎
2. ハマって☆Rockin' Sweet
歌：モア（佐倉綾音）
作詞：仰木日向、作曲・編曲：伊藤翼
3. Panoramatic Adventure
歌：レトリー（喜多村英梨）
作詞・作曲：セキタヒロシ

### インディーズCD Legend of SHINGANCRIMSONZ
ジャケットの裏面にはバンドメンバー、レーベル面にはクロウからのメッセージが記載されている。
収録曲
歌：クロウ（谷山紀章）
1. TSUBASA
作詞・作曲・編曲：中村博
2. シンクリズム-S.C.ISM-
作詞：近藤ナツコ、作曲・編曲：たかはしごう
3. New World Order
作詞：真白リョウ、作曲・編曲：Hiya & Katsuma

## ゲーマーズ・アニメイト限定シングル
ゲーム版の楽曲を収録したシングル。2015年3月14日にゲーマーズ・アニメイトにて限定発売。10バンド同時発売。プラズマジカ・シンガンクリムゾンズのCDのジャケットと収録曲はインディーズCDと同じだが、CDデザインが異なっている。

### SHOW BY ROCK!! - プラズマジカ
収録曲
1. Can't stop DAISUKI !!
2. ハマって☆Rockin' Sweet
3. Panoramatic Adventure

### SHOW BY ROCK!! - シンガンクリムゾンズ
収録曲
1. TSUBASA
2. シンクリズム-S.C.ISM-
3. New World Order

### SHOW BY ROCK!! - 雫シークレットマインド
収録曲
歌：ウエンディ（Chihiro）、全作詞：Chihiro、全作曲・編曲：カワイヒデヒロ
1. Spider Love
2. Alice
3. Dekarion's Ark

### SHOW BY ROCK!! - すたっどばんぎゃっしゅ
収録曲
歌：チッティ（林沙織）
1. Proof of my soul
作詞・作曲・編曲：杉浦"ラフィン"誠一郎
2. OVER"D"LIVE!
作詞・作曲・編曲：杉浦"ラフィン"誠一郎
3. 告白≧Revolution
作詞：やいり、作曲・編曲：杉浦"ラフィン"誠一郎

### SHOW BY ROCK!! - 忍迅雷音
収録曲
歌：嵐（廣瀬直也）、全作詞：杉浦"ラフィン"誠一郎、全作曲・編曲：石塚玲依
1. MISSION to the night,FASHION for the fight
2. Soldier Named The Shadow
3. Thunder,Light,Stone,Fire ～電・光・石・火～

### SHOW BY ROCK!! - ウワサノペタルズ
収録曲
歌：しばりん（LUNA）、全作詞・作曲：KAMEKICHI
1. 流星群
2. イナズマ
3. 青い月

### SHOW BY ROCK!! - 徒然なる操り霧幻庵
収録曲
歌：阿（Salia）、全作詞・作曲・編曲：たかはしごう
1. HANA
2. KOI
3. YUME

### SHOW BY ROCK!! - トライクロニカ
収録曲
歌：シュウ☆ゾー（粕谷大介）
1. InSight
作詞・作曲：レフティモンスター、編曲：野中則夫
2. Get the sound
作詞・作曲：岡ナオキ、編曲：野中則夫
3. Small&StarLight
作詞・作曲・編曲：杉浦"ラフィン"誠一郎

### SHOW BY ROCK!! - バイガンバーV
収録曲
歌：バイレッド（たかはしごう）
1. バイガンバーV
作詞・作曲・編曲：伊藤翼
2. Sunset
作詞・作曲・編曲：伊藤翼
3. Get a Chance
作詞・作曲・編曲：たかはしごう

### SHOW BY ROCK!! - ドーリィドルチ
収録曲
1. 恋とメリーゴーランド
作詞：浅野まこと、作曲・編曲：James Panda Jr.
2. HEART
作詞・作曲：レフティモンスター
3. Smile:)
作詞：浅野まこと、作曲・編曲：James Panda Jr.

## テレビアニメ関連CD

### 第1期『SHOW BY ROCK!!』

#### 青春はNon-Stop!
2015年4月22日発売。テレビアニメ第1期『SHOW BY ROCK!!』のオープニングテーマを収録したシングル。本CDからレトリーの担当声優が沼倉愛美となる。
テレビアニメ『SHOW BY ROCK!!』BD第1巻のきゃにめ.jp限定版には「青春はNon-Stop!」と「Close to you」のソロリミックスを収録したCDが付属。
収録曲
歌：プラズマジカ
1. 青春はNon-Stop!
作詞・作曲・編曲：RegaSound
  - テレビアニメ『SHOW BY ROCK!!』オープニングテーマ
  - テレビアニメ版では「作詞・作曲：シアン」とクレジットされている。

2. Close to you
作詞：瀬名恵、作曲・編曲：8STYLE
3. 青春はNon-Stop!（Instrumental）
4. Close to you（Instrumental）

#### 旅路宵酔ゐ夢花火
2015年4月29日発売。徒然なる操り霧幻庵初のシングルCDで、テレビアニメ第1期『SHOW BY ROCK!!』の挿入歌を収録したシングル。
収録曲
歌：徒然なる操り霧幻庵
1. 旅路宵酔ゐ夢花火
作詞：仰木日向、作曲・編曲：伊藤翼
  - テレビアニメ『SHOW BY ROCK!!』第4話・第11話挿入歌
  - テレビアニメ版では「作詞：阿、作曲：吽、語り考案：ダル太夫」とクレジットされている。

2. 時は短し歌えや乙女たち
作詞：吉田詩織、作曲・編曲：Yocke
3. 旅路宵酔ゐ夢花火（Instrumental）
4. 時は短し歌えや乙女たち（Instrumental）

#### Have a nice MUSIC!!
2015年5月13日発売。テレビアニメ第1期『SHOW BY ROCK!!』のエンディングテーマを収録したシングル。
テレビアニメ『SHOW BY ROCK!!』BD第3巻のきゃにめ.jp限定版には「Have a nice MUSIC!!」と「Joyfulness」のソロリミックスを収録したCDが付属。
収録曲
歌：プラズマジカ
1. Have a nice MUSIC!!
作詞：高瀬愛虹、作曲：no_my、編曲：草野よしひろ
  - テレビアニメ『SHOW BY ROCK!!』エンディングテーマ
  - テレビアニメ版では「作詞：レトリー、作曲：モア」とクレジットされている。

2. Joyfulness
作詞：深青結希、作曲：若林充、編曲：Funta7
3. Have a nice MUSIC!!（Instrumental）
4. Joyfulness（Instrumental）

#### Falling Roses/Crimson quartet -深紅き四重奏-
2015年5月20日発売。テレビアニメ第1期『SHOW BY ROCK!!』の挿入歌を収録したシングル。
収録曲
歌：シンガンクリムゾンズ
1. Falling Roses
作詞・作曲・編曲：マチゲリータ
  - テレビアニメ『SHOW BY ROCK!!』第2話・第5話挿入歌
  - テレビアニメ版では「作詞：クロウ、作曲：アイオーン」とクレジットされている。

2. Crimson quartet -深紅き四重奏-
作詞：マチゲリータ、作曲・編曲：eba
  - テレビアニメ『SHOW BY ROCK!!』第7話・第11話挿入歌
  - テレビアニメ版では「作詞：クロウ、作曲：アイオーン」とクレジットされている。

3. Falling Roses（Instrumental）
4. Crimson quartet -深紅き四重奏-（Instrumental）

#### キミと☆Are You Ready?
2015年5月20日発売。テレビアニメ第1期『SHOW BY ROCK!!』の挿入歌を収録したシングル。
収録曲
1. キミと☆Are You Ready？
歌：トライクロニカ
作詞：山口優、作曲：谷口尚久、編曲：藤本功一
  - テレビアニメ『SHOW BY ROCK!!』第1話・第11話挿入歌
  - テレビアニメ『SHOW BY ROCK!!#』第4話挿入歌
  - テレビアニメ版では「作詞・作曲：シュウ☆ゾー」とクレジットされている。

2. ボクらのShiny Star☆
歌：トライクロニカ
作詞：宮川弾、作曲・編曲：藤本功一
3. キミと☆Are You Ready？（Instrumental）
4. ボクらのShiny Star☆（Instrumental）

#### Yes!アイドル♥宣言
2015年6月3日発売。テレビアニメ第1期『SHOW BY ROCK!!』の挿入歌を収録したシングル。
収録曲
歌：クリティクリスタ
1. Yes!アイドル♥宣言
作詞・作曲：遠藤直弥、編曲：中西亮輔
  - テレビアニメ『SHOW BY ROCK!!』第3話・第9話挿入歌
  - テレビアニメ版では「作詞：ロージア、ホルミー、ジャクリン、作曲：ツキノ」とクレジットされている。

2. Attention, Please!!
作詞：平朋崇、作曲：光増ハジメ、編曲：EFFY
3. Yes!アイドル♥宣言（Instrumental）
4. Attention, Please!!（Instrumental）

#### 迷宮DESTINY/流星ドリームライン
2015年6月3日発売。テレビアニメ第1期『SHOW BY ROCK!!』の挿入歌を収録したシングル。
テレビアニメ『SHOW BY ROCK!!』BD第5巻のきゃにめ.jp限定版には「迷宮DESTINY」と「流星ドリームライン」のソロリミックスを収録したCDが付属。
収録曲
歌：プラズマジカ
1. 迷宮DESTINY
作詞：瀬名恵、作曲：RegaSound、編曲：Leda
  - テレビアニメ『SHOW BY ROCK!!』第3話・第12話挿入歌
  - テレビアニメ版では「作詞・作曲：チュチュ」とクレジットされている。

2. 流星ドリームライン
作詞・作曲・編曲：RegaSound
  - テレビアニメ『SHOW BY ROCK!!』第9話・第10話・第12話挿入歌
  - テレビアニメ『SHOW BY ROCK!!#』第1話挿入歌
  - テレビアニメ版では「作詞・作曲：プラズマジカ」とクレジットされている。

3. 迷宮DESTINY（Instrumental）
4. 流星ドリームライン（Instrumental）

#### SHOW BY ROCK!! OST Plus
2015年7月22日発売。テレビアニメ第1期『SHOW BY ROCK!!』のサウンドトラック。
収録曲（Disc1）

1. 青春はNon-Stop! シアンVer.（TVedit）
歌：シアン（稲川英里）
2. Music Start!
3. プラズマジカ日和
4. 憧憬
5. Emergency Flow
6. 黒の旋律
7. キミと☆Are You Ready?（TVedit）
歌：トライクロニカ
8. いいことありそう？
9. 情熱に染まる俺達
10. TAKE 2
11. まったりんぐ♪ひかえしつ
12. We are the ROCK!
13. Falling Roses（TVedit）
歌：シンガンクリムゾンズ
14. 焦燥〜心のノイズ〜
15. ズレちゃったタイミング
16. Soldiers go on
17. 侵食〜implant〜
18. CODE:69
19. Yes!アイドル♥宣言（TVedit）
歌：クリティクリスタ
20. the springtime!
21. 謀られたRecord
22. Crisis of the Scene
23. やさしい気持ちで
24. Turning Point
25. 迷宮DESTINY 1st,session ver.（TVedit）
歌：プラズマジカ
26. To be continued
27. 迷宮DESTINY 1st,session ver.（Special track）
歌：プラズマジカ
28. 流星ドリームライン 1st,session ver.（Special track）
歌：プラズマジカ

収録曲（Disc2）

1. 青春はNon-Stop!（TVedit）
歌：プラズマジカ
2. なんちゃってfriends
3. あの日、歩いた道
4. 流星ドリームライン 1st,session ver.（TVedit）
歌：プラズマジカ
5. under the mist
6. 破滅のオーケストラ
7. Symphonic Knights
8. Crimson quartet-深紅き四重奏-（TVedit）
歌：シンガンクリムゾンズ
9. 丑三つ時の魍魎宴
10. Number 13
11. この背中、預けてもいいか?
12. Marionette's Dancefloor
13. 悪鬼襲来
14. 旅路宵酔ゐ夢花火（TVedit）
歌：徒然なる操り霧幻庵
15. 光へ
16. トロピカル☆バカンス
17. あなたに捧げるメロディ
18. Second Joker
19. 終わりなきWrath
20. 迷宮DESTINY（TVedit）
歌：プラズマジカ
21. 流星ドリームライン（TVedit）
歌：プラズマジカ
22. JAMMING BATTLE CITY
23. もう一度だけセッションを
24. D.C. 〜いつか帰る日が来ても〜
25. 此処から始まる伝説
26. 地平線と、音と、僕と
27. Have a nice MUSIC!!
歌：プラズマジカ

### ショートアニメ『SHOW BY ROCK!! しょ〜と!!』

#### 流離 〜SASURAI〜
2016年4月20日発売。
通信販売サイトきゃにめ.jpでは、「プラズマism/絆エターナル」「×旋律-Schlehit Melodie-/断罪のソリテュード」「My Resolution 〜未来への絆〜」「SHOW BY ROCK!! OST Plus 2」の4タイトルの連動購入特典として「流離 〜SASURAI〜」と「儚い恋心」のソロリミックスを収録したCDが付属。
収録曲
歌：徒然なる操り霧幻庵
1. 流離 〜SASURAI〜
作詞・作曲・編曲：Yocke
  - テレビアニメ『SHOW BY ROCK!! しょ〜と!!』第4・6・10話挿入歌

2. 儚い恋心
作詞・作曲：屋敷隆一、編曲：大沢圭一
3. 流離 〜SASURAI〜（Instrumental）
4. 儚い恋心（Instrumental）

#### 青春はOn-Going!
2016年5月18日発売。
通信販売サイトきゃにめ.jpでは、「ハートをRock!!」「My Song is YOU !!」「放て！どどどーん！」「Cadenza」の4タイトルの連動購入特典として「青春はOn-Going!」と「ラブリー☆チューニング」のソロリミックスを収録したCDが付属。
収録曲
歌：プラズマジカ
全作詞・作曲・編曲：RegaSound
1. 青春はOn-Going!
  - テレビアニメ『SHOW BY ROCK!! しょ〜と!!』第1話挿入歌

2. ラブリー☆チューニング
3. 青春はOn-Going!（Instrumental）
4. ラブリー☆チューニング（Instrumental）

#### 今夜は星空ディスコティック☆
2016年6月22日発売。
収録曲

1. 今夜は星空ディスコティック☆
歌：トライクロニカ
作詞：藤本功一、宮川弾、作曲・編曲：藤本功一
  - テレビアニメ『SHOW BY ROCK!! しょ〜と!!』第5・7・9・12話挿入歌

2. ときめきレモネード
歌：トライクロニカ
作詞・作曲・編曲：谷口尚久
3. 今夜は星空ディスコティック☆（Instrumental）
4. ときめきレモネード（Instrumental）

#### ビビビーチ♡ビビビビーチ!
2016年7月20日発売。
通信販売サイトきゃにめ.jpでは、「十六夜ゐ雪洞唄」「胸騒ぎJust☆Paradise」「背徳のカタストロフィ/Re:Climb」「ジャスタウェイク」の4タイトルの連動購入特典として「ビビビーチ♡ビビビビーチ！」と「コ・ア・ク・マ♡サマーモード」のソロリミックスを収録したCDが付属。
収録曲
歌：クリティクリスタ
1. ビビビーチ♡ビビビビーチ！
作詞・作曲・編曲：篠崎あやと
  - テレビアニメ『SHOW BY ROCK!! しょ〜と!!』第1・3・8・11話挿入歌

2. コ・ア・ク・マ♡サマーモード
作詞・作曲・編曲：烏屋茶房
3. ビビビーチ♡ビビビビーチ！（Instrumental）
4. コ・ア・ク・マ♡サマーモード（Instrumental）

#### Break up all this World
2016年8月17日発売。
収録曲
歌：シンガンクリムゾンズ［クロウ（谷山紀章）］
1. Break up all this World
作詞・作曲・編曲：RegaSound
  - テレビアニメ『SHOW BY ROCK!! しょ〜と!!』第2・7話挿入歌

2. NeoN
作詞：田村ジュン、作曲：Leda、編曲：梅堀淳
3. Break up all this World（Instrumental）
4. NeoN（Instrumental）

#### ドレミファPARTY
2016年8月24日発売。テレビアニメ『SHOW BY ROCK!! しょ〜と!!』主題歌を収録したシングル。
収録曲
歌：プラズマジカ
1. ドレミファPARTY
作詞：高瀬愛虹、作曲：no_my、編曲：草野よしひろ
  - テレビアニメ『SHOW BY ROCK!! しょ〜と!!』主題歌

2. Are You Studying?
作詞：高瀬愛虹、作曲：武田城以、編曲：加藤賢二
3. ドレミファPARTY（Instrumental）
4. Are You Studying?（Instrumental）

### 第2期『SHOW BY ROCK!!#』

#### My Song is YOU!!
2016年10月5日発売。テレビアニメ『SHOW BY ROCK!!#』主題歌を収録したシングル。
収録曲
歌：プラズマジカ
1. My Song is YOU !!
作詞：高瀬愛虹、作曲：no_my、編曲：Funta7
  - テレビアニメ『SHOW BY ROCK!!#』エンディングテーマ
  - テレビアニメ版では「作詞：レトリー、作曲：モア」とクレジットされている。

2. Hazy Twinkle
作詞・作曲・編曲：石井伸昂
3. ドレミファPARTY（Instrumental）
4. Hazy Twinkle（Instrumental）

#### ハートをRock!!
2016年10月12日発売。テレビアニメ『SHOW BY ROCK!!#』挿入歌を収録したシングル。
収録曲
歌：プラズマジカ
1. ハートをRock!!
作詞・作曲・編曲：RegaSound
  - テレビアニメ『SHOW BY ROCK!!#』オープニングテーマ
  - テレビアニメ版では「作詞・作曲：シアン」とクレジットされている。

2. 確かめたくて
作詞・作曲・編曲：武田城以
3. ハートをRock!!（Instrumental）
4. 確かめたくて（Instrumental）

#### 放て!どどどーん!
2016年10月19日発売。テレビアニメ『SHOW BY ROCK!!#』挿入歌を収録したシングル。
収録曲
歌：クリティクリスタ
1. 放て！どどどーん！
作詞・作曲：くろかわまさきち、編曲：mo2
  - テレビアニメ『SHOW BY ROCK!!#』第3・4話挿入歌
  - テレビアニメ版では「作詞：ロージア、ホルミー、ジャクリン、作曲：ツキノ」とクレジットされている。

2. Colorful Snow Drop
作詞・作曲・編曲：Yugo Ichikawa
3. 放て！どどどーん！（Instrumental）
4. Colorful Snow Drop（Instrumental）

#### Cadenza
2016年11月9日発売。テレビアニメ『SHOW BY ROCK!!#』挿入歌を収録したシングル。
収録曲
1. Cadenza
歌：Amatelast［愁（宮野真守）］
作詞・作曲・編曲：Leda
  - テレビアニメ『SHOW BY ROCK!!#』第6話挿入歌
  - テレビアニメ版では「作詞・作曲：愁」とクレジットされている。

2. Cadenza（Instrumental）

#### 十六夜ゐ雪洞唄
2016年11月16日発売。テレビアニメ『SHOW BY ROCK!!#』挿入歌を収録したシングル。
収録曲
歌：徒然なる操り霧幻庵
1. 十六夜ゐ雪洞唄
作詞：仰木日向、作曲・編曲：伊藤翼
  - テレビアニメ『SHOW BY ROCK!!#』第7話挿入歌
  - テレビアニメ版では「作詞：阿、作曲：吽、編曲：ダル太夫」とクレジットされている。

2. 幻想よ咲け
作詞：マイクスギヤマ、作曲：中村博、編曲：西木康智
3. 十六夜ゐ雪洞唄（Instrumental）
4. 幻想よ咲け（Instrumental）

#### 胸騒ぎJust☆Paradise
2016年11月16日発売。テレビアニメ『SHOW BY ROCK!!#』挿入歌を収録したシングル。
収録曲
1. 胸騒ぎJust☆Paradise
歌：トライクロニカ
作詞：藤本功一、宮川弾、作曲・編曲：藤本功一
  - テレビアニメ『SHOW BY ROCK!!#』第4話挿入歌
  - テレビアニメ版では「作詞・作曲：シュウ☆ゾー」とクレジットされている。

2. 青春☆サンセット
歌：トライクロニカ
作詞：谷口尚久、作曲：藤本功一、編曲：永田太郎
3. 胸騒ぎJust☆Paradise（Instrumental）
4. 青春☆サンセット（Instrumental）

#### 背徳のカタストロフィ/Re:Climb
2016年11月23日発売。テレビアニメ『SHOW BY ROCK!!#』挿入歌を収録したシングル。
収録曲
歌：シンガンクリムゾンズ［クロウ（谷山紀章）］
全作詞・作曲・編曲：RegaSound
1. 背徳のカタストロフィ
  - テレビアニメ『SHOW BY ROCK!!#』第1・5話挿入歌
  - テレビアニメ版では「作詞：クロウ、作曲：アイオーン」とクレジットされている。

2. Re:Climb
  - テレビアニメ『SHOW BY ROCK!!#』第8話挿入歌
  - テレビアニメ版では「作詞：クロウ、アイオーン、ヤイバ、作曲：アイオーン」とクレジットされている。

3. 背徳のカタストロフィ（Instrumental）
4. Re:Climb（Instrumental）

#### ジャスタウェイク
2016年11月23日発売。テレビアニメ『SHOW BY ROCK!!#』挿入歌を収録したシングル。
収録曲
歌：ARCAREAFACT［チタン（小林裕介）］
1. ジャスタウェイク
作詞・作曲・編曲：RegaSound
  - テレビアニメ『SHOW BY ROCK!!#』第5話挿入歌
  - テレビアニメ版では「作詞・作曲：チタン」とクレジットされている。

2. イッツノットオーヴァー
作詞：RegaSound、作曲：Masayoshi Kawabata、編曲：U/S
3. ジャスタウェイク（Instrumental）
4. イッツノットオーヴァー（Instrumental）

#### プラズマism/絆エターナル
2016年11月30日発売。テレビアニメ『SHOW BY ROCK!!#』挿入歌を収録したシングル。
収録曲
歌：プラズマジカ
1. プラズマism
作詞：高瀬愛虹、作曲：no_my、編曲：RegaSound、高畑裕一郎
  - テレビアニメ『SHOW BY ROCK!!#』第2話ではシアンを除いた3人歌唱の「チュチュver. TV edit.」が使用されたため、4人バージョンはCDが初となる。
  - テレビアニメ版では「作詞：チュチュ、レトリー、モア、作曲：チュチュ」とクレジットされている。

2. 絆エターナル
作詞：RegaSound、作曲：Masayoshi Kawabata、編曲：U/S
  - テレビアニメ『SHOW BY ROCK!!#』第9話
  - テレビアニメ版では「作詞：プラズマジカ、作曲：シアン」とクレジットされている。

3. プラズマism（Instrumental）
4. 絆エターナル（Instrumental）

#### ×旋律-Schlehit Melodie-/断罪のソリテュード
2016年11月30日発売。テレビアニメ『SHOW BY ROCK!!#』挿入歌を収録したシングル。
収録曲
歌：BUD VIRGIN LOGIC［アイレーン（野口瑠璃子）］
全作詞・作曲・編曲：マチゲリータ
1. ×旋律-Schlehit Melodie-
  - テレビアニメ『SHOW BY ROCK!!#』第1・5話挿入歌
  - テレビアニメ版では「作詞・作曲：アイレーン」とクレジットされている。

2. 断罪のソリテュード
  - テレビアニメ『SHOW BY ROCK!!#』第9話挿入歌
  - テレビアニメ版では「作詞・作曲：アイレーン」とクレジットされている。

3. ×旋律-Schlehit Melodie-（Instrumental）
4. 断罪のソリテュード（Instrumental）

#### My Resolution 〜未来への絆〜
2016年12月21日発売。テレビアニメ『SHOW BY ROCK!!#』挿入歌を収録したシングル。
収録曲
1. My Resolution 〜未来への絆〜
歌：プラズマジカ
作詞・作曲・編曲：RegaSound
  - テレビアニメ『SHOW BY ROCK!!#』第12話ではプラズマジカ、シンガンクリムゾンズ、トライクロニカ、クリティクリスタ、徒然なる操り霧幻庵による「TV Special edit.」が使用されたため、プラズマジカ単独バージョンはCDが初となる。
  - テレビアニメ版では「作詞・作曲：プラズマジカ、シンガンクリムゾンズ、トライクロニカ、クリティクリスタ」とクレジットされている。

2. 流星ドリームライン ballade version
歌：プラズマジカ
作詞・作曲・編曲：RegaSound
  - テレビアニメ『SHOW BY ROCK!!』第6話挿入歌

3. Close to you（詩杏 ver.）
歌：聖川詩杏（稲川英里）
作詞：瀬名恵、作曲：8STYLE、編曲：RegaSound
  - テレビアニメ『SHOW BY ROCK!!#』第12話挿入歌。エンディング位置で使用された。
  - テレビアニメ版では「作詞・作曲：聖川詩杏」とクレジットされている。

4. My Resolution 〜未来への絆〜（Instrumental）
5. 流星ドリームライン ballade version（Instrumental）
6. Close to you（詩杏 ver.）（Instrumental）

#### SHOW BY ROCK!! OST Plus 2
2017年1月18日発売。テレビアニメ第2期『SHOW BY ROCK!!#』のサウンドトラック。
収録曲（Disc1）
1. ハートをRock!!（TV edit.）
歌：プラズマジカ
2. Pop! Step! Jump!
3. 復讐のLament
4. ×旋律-Schlehit Melodie-（TV edit.）
歌：BUD VIRGIN LOGIC
5. monologue -with no crowd-
6. Booster
7. プラズマism（チュチュver. TV edit.）
歌：プラズマジカ［チュチュ（上坂すみれ）、レトリー（沼倉愛美）、モア（佐倉綾音）］
8. Puru lu Concert
9. Happy Rumble!
10. 放て！どどどーん！（TV edit.）
歌：クリティクリスタ
11. 気の合う二人のユニゾンリード
12. もっとトランスポーズ！
13. 胸騒ぎJust☆Paradise（TV edit.）
歌：トライクロニカ
14. ああ、バイガンバーよ、永遠に！
15. the Empress Overture
16. 背徳のカタストロフィ（TV edit.）
歌：シンガンクリムゾンズ
17. GACHI
18. 狂想 -in the hell-
19. ジャスタウェイク（TV edit.）
歌：ARCAREAFACT
20. 少年とピアノの演奏会 -Adadio-
21. Still be in the twilight,but...
22. Cadenza（TV edit.）
歌：Amatelast
23. それぞれの想い
24. もう、聴こえるから
25. 水と女神に祝福を！

収録曲（Disc2）
1. 十六夜ゐ雪洞唄（TV edit.）
歌：徒然なる操り霧幻庵
2. Dear My…
3. 深層discord
4. Re:Climb（TV edit.）
歌：シンガンクリムゾンズ
5. 乱卵マーチ、ですぞ？
6. Advance from the past
7. 絆エターナル（TV edit.）
歌：プラズマジカ
8. 即戦力！グレイトフル音楽理論！
9. 崩芽 -Hatred-
10. 断罪のソリテュード（TV edit.）
歌：BUD VIRGIN LOGIC
11. to the next movement
12. Victorious
13. Majestic,Sadistic
14. My Resolution 〜未来への絆〜（TV Special edit.）
歌：プラズマジカ、シンガンクリムゾンズ［クロウ（谷山紀章）］、トライクロニカ［シュウ☆ゾー（宮野真守）］、クリティクリスタ［ロージア（日高里菜）］、徒然なる操り霧幻庵［ダル太夫（潘めぐみ）］
15. ぴゅーるな夢のアドベンチャー
16. 秘密兵器スタートアップ
17. 音がくれたフィリア
18. My Song is YOU !!（TV edit.）
歌：プラズマジカ
19. 晴れ時々ピクシー
20. 「絆」
21. True Ensemble
22. Close to you（詩杏ver. / TV edit.）
歌：聖川詩杏（稲川英里）
23. ようこそ！解子's Room! OP【Bonus track】
24. Step☆Together【Bonus track】
25. Revival Gain【Bonus track】
26. ようこそ！解子's Room! ED【Bonus track】
27. ドレミファPARTY（TV edit.）【Bonus track】
歌：プラズマジカ

### 第3期『SHOW BY ROCK!! ましゅまいれっしゅ!!』

#### ヒロメネス/キミのラプソディー
2020年2月5日発売。テレビアニメ『SHOW BY ROCK!! ましゅまいれっしゅ!!』主題歌を収録したシングル。
収録曲
歌：Mashumairesh!!
1. ヒロメネス
作詞・作曲・編曲：大和
  - テレビアニメ『SHOW BY ROCK!! ましゅまいれっしゅ!!』オープングテーマ
  - テレビアニメ版では「作詞：ほわん、作曲：マシマヒメコ、編曲：Mashumairesh!!」とクレジットされている。

2. キミのラプソディー
作詞・作曲：Wiggy、編曲：三谷秀甫
  - テレビアニメ『SHOW BY ROCK!! ましゅまいれっしゅ!!』エンディングテーマ
  - テレビアニメ版では「作詞：マシマヒメコ、作曲：ほわん、編曲：Mashumairesh!!」とクレジットされている。

3. まっしろスタートライン
作詞・作曲・編曲：新田目翔
  - テレビアニメ『SHOW BY ROCK!!#』第1話ではほわんのソロバージョンが使用されたため、4人バージョンはCDが初となる。
  - テレビアニメ版では「作詞・作曲：ほわん」とクレジットされている。

4. ヒロメネス（Instrumental）
5. キミのラプソディー（Instrumental）
6. まっしろスタートライン（Instrumental）

#### ましゅましゅ!!がカラオケうたってみたCD
2020年2月19日発売。テレビアニメ『SHOW BY ROCK!! ましゅまいれっしゅ!!』の劇中歌を収録したシングル。
Mashumairesh!!の4人が「過去の『SHOW BY ROCK!!』関連楽曲をカラオケで歌ってみた」という設定のカバーシングル。
収録曲
1. 放て！どどどーん！（ほわんVer.）
歌：ほわん（遠野ひかる） / コーラス：マシマヒメコ（夏吉ゆうこ）、デルミン（和多田美咲）、ルフユ（山根綺）
2. 十六夜ゐ雪洞唄（マシマヒメコVer.）
歌：マシマヒメコ（夏吉ゆうこ）
3. Have a nice MUSIC!!（デルミンVer.）
歌：デルミン（和多田美咲）
4. ×旋律-Schlehit Melodie-（ルフユVer.）
歌：ルフユ（山根綺）

#### Parallelism Crown/ネオンテトラの空
2020年3月4日発売。テレビアニメ『SHOW BY ROCK!! ましゅまいれっしゅ!!』の挿入歌を収録したシングル。
収録曲
歌：REIJINGSIGNAL
1. Parallelism Crown
作詞・作曲・編曲：Yugo Ichikawa、編曲：yksb
  - テレビアニメ『SHOW BY ROCK!! ましゅまいれっしゅ!!』第5話挿入歌
  - テレビアニメ版では「作詞：ララリン、作曲・編曲：ララリン、スモモネ、ういうい」とクレジットされている。

2. ネオンテトラの空
作詞：宮嶋淳子、作曲・編曲：トミタカズキ
  - テレビアニメ『SHOW BY ROCK!! ましゅまいれっしゅ!!』第8話挿入歌
  - テレビアニメ版では「作詞・作曲・編曲：ララリン、スモモネ、ういうい」とクレジットされている。

3. VIVID
作詞：いつきおと（FirstCall）、作曲・編曲：光増ハジメ（FirstCall）
4. Parallelism Crown（Instrumental）
5. ネオンテトラの空（Instrumental）
6. VIVID（Instrumental）

#### 移動手段はバイクです/カバンには鉄板です
2020年3月11日発売。テレビアニメ『SHOW BY ROCK!! ましゅまいれっしゅ!!』の挿入歌を収録したシングル。
CD収録の楽曲は全てメンバー4人による歌唱。テレビアニメ劇中ではヤスによるソロ歌唱バージョンが使用されている。
収録曲
歌：DOKONJOFINGER
全編曲：大和
1. 移動手段はバイクです
作詞・作曲：大和
  - テレビアニメ版では「作詞：ヤス、作曲・編曲：DOKONJOFINGER」とクレジットされている。

2. カバンには鉄板です
作詞・作曲：大和
  - テレビアニメ版では「作詞：ヤス、作曲・編曲：DOKONJOFINGER」とクレジットされている。

3. 裏切りは無しです
作詞・作曲：吾龍、大和
4. 移動手段はバイクです（Instrumental）
5. カバンには鉄板です（Instrumental）
6. 裏切りは無しです（Instrumental）

#### SHOW BY ROCK!! ましゅまいれっしゅ!! オリジナルサウンドトラック
2020年3月18日発売。テレビアニメ『SHOW BY ROCK!! ましゅまいれっしゅ!!』のサウンドトラック。

#### エールアンドレスポンス
2020年4月1日発売。テレビアニメ『SHOW BY ROCK!! ましゅまいれっしゅ!!』の挿入歌を収録したシングル。
収録曲
1. エールアンドレスポンス
歌：Mashumairesh!!
作詞・作曲：ヨシダタクミ、編曲：中島生也（monoralism）
  - テレビアニメ『SHOW BY ROCK!! ましゅまいれっしゅ!!』第1・8話挿入歌
  - テレビアニメ版では「作詞・作曲・編曲：マシマヒメコ」とクレジットされている。

2. No problem!!
歌：デルミン（和多田美咲）、ルフユ（山根綺）
作詞・作曲・編曲：HAMA-kgn
  - テレビアニメ『SHOW BY ROCK!! ましゅまいれっしゅ!!』第4話挿入歌
  - テレビアニメ版では「作詞・作曲：デルミン、ルフユ、編曲：Mashumairesh!!」とクレジットされている。

3. プラットホーム
歌：Mashumairesh!!
作詞・作曲・編曲：トミタカズキ
  - テレビアニメ版では「作詞：ほわん、マシマヒメコ、デルミン、ルフユ、作曲：ほわん、マシマヒメコ、編曲：Mashumairesh!!」とクレジットされている。

4. エールアンドレスポンス（Instrumental）
5. No problem!!（Instrumental）
6. プラットホーム（Instrumental）

### 第4期『SHOW BY ROCK!! STARS!!』

#### ドレミファSTARS!!/星空ライトストーリー
2021年1月20日発売。テレビアニメ『SHOW BY ROCK!! STARS!!』主題歌を収録したシングル。
収録曲
1. ドレミファSTARS!!
歌：Plasmagica & Mashumairesh!!
作詞・作曲：ヨシダタクミ（saji）、編曲：中島生也（monoralism）
  - テレビアニメ『SHOW BY ROCK!! STARS!!』オープニングテーマ
  - テレビアニメ版では「作詞：シアン、ほわん、作曲：チュチュ、マシマヒメコ、編曲：Plasmagica、Mashumairesh!!」とクレジットされている。

2. 星空ライトストーリー
歌：Mashumairesh!!
作詞・作曲・編曲：トミタカズキ（SUPA LOVE）
  - テレビアニメ『SHOW BY ROCK!! STARS!!』エンディングテーマ
  - テレビアニメ版では「作詞：ほわん、作曲：マシマヒメコ、編曲：Mashumairesh!!」とクレジットされている。

3. ドレミファSTARS!!（Instrumental）
4. 星空ライトストーリー（Instrumental）

#### 挿入歌ミニアルバム Vol.1
2021年2月17日発売。テレビアニメ『SHOW BY ROCK!! STARS!!』挿入歌を収録したミニアルバム。
収録曲
1. スピードアップ
歌：Mashumairesh!!
作詞・作曲：宮崎まゆ（SUPA LOVE）、編曲：高橋修平（SUPA LOVE）
  - テレビアニメ『SHOW BY ROCK!! STARS!!』第1話挿入歌
  - テレビアニメ版では「作詞：ルフユ、作曲：マシマヒメコ、編曲：Mashumairesh!!」とクレジットされている。

2. Final Opinion
歌：Yokazenohorizon［リカオ（古川慎）］
作詞・作曲・編曲：mustie=DC
  - テレビアニメ『SHOW BY ROCK!! STARS!!』第2話挿入歌
  - テレビアニメ版では「作詞・作曲：リカオ、編曲：クースカ」とクレジットされている。

3. Do! It! Happy大冒険！
歌：Plasmagica
作詞・作曲・編曲：玉木千尋
  - テレビアニメ『SHOW BY ROCK!! STARS!!』第3話挿入歌
  - テレビアニメ版では「作詞：シアン、チュチュ、レトリー、モア、作曲：シアン、編曲：Plasmagica」とクレジットされている。

4. OBENTO MAGNUM
歌：DOKONJOFINGER
作詞：吾龍、作曲・編曲：大和
  - テレビアニメ『SHOW BY ROCK!! STARS!!』第4・7話挿入歌
  - テレビアニメ版では「作詞：ヤス、作曲・編曲：DOKONJOFINGER」とクレジットされている。

5. I'm JOKER
歌：シンガンクリムゾンズ［クロウ（谷山紀章）］
作詞：白鷺雪兎、作曲・編曲：鋼鉄兄貴（HANO）
  - テレビアニメ『SHOW BY ROCK!! STARS!!』第4話挿入歌
  - テレビアニメ版では「作詞：クロウ、作曲：アイオーン、編曲：SHINGANCRIMSONZ」とクレジットされている。

6. きゅきゅきゅん♡ハートシェイカー
歌：クリティクリスタ
作詞・作曲・編曲：藤原燈太
  - テレビアニメ『SHOW BY ROCK!! STARS!!』第5話挿入歌
  - テレビアニメ版では「作詞：ローシア、ツキノ、ホルミー、ジャクリン、作曲：ロージア、編曲：Criticrista」とクレジットされている。

7. ain't nobody STOP
歌：REIJINGSIGNAL
作詞・作曲・編曲：玉木千尋
  - テレビアニメ『SHOW BY ROCK!! STARS!!』第5話挿入歌
  - テレビアニメ版では「作詞・作曲・編曲：REIJINGSIGNAL」とクレジットされている。

8. メイド in わたし♪
歌：GoGoしんGoず！
作詞：青葉祐五、中島彩歌、作曲：青葉祐五、ツタナオヒコ、編曲：ツタナオヒコ
  - テレビアニメ『SHOW BY ROCK!! STARS!!』第5話挿入歌
  - テレビアニメ版では「作詞・作曲・編曲：ホタルタニホタル」とクレジットされている。

9. スピードアップ（Instrumental）
10. Final Opinion（Instrumental）
11. Do! It! Happy大冒険！（Instrumental）
12. OBENTO MAGNUM（Instrumental）
13. I'm JOKER（Instrumental）
14. きゅきゅきゅん♡ハートシェイカー（Instrumental）
15. ain't nobody STOP（Instrumental）
16. メイド in わたし♪（Instrumental）

#### SHOW BY ROCK!! STARS!! オリジナルサウンドトラック
2021年3月17日発売。テレビアニメ『SHOW BY ROCK!! STARS!!』のサウンドトラック。

#### 挿入歌ミニアルバム Vol.2
2021年4月7日発売。テレビアニメ『SHOW BY ROCK!! STARS!!』挿入歌を収録したミニアルバム。
収録曲
1. 乙女陽炎
歌：徒然なる操り霧幻庵
作詞：宮嶋淳子（SUPA LOVE）、作曲・編曲：松坂康司（SUPA LOVE）
  - テレビアニメ『SHOW BY ROCK!! STARS!!』第6話挿入歌
  - テレビアニメ版では「作詞：阿、吽、作曲：阿、編曲：徒然なる操り霧幻庵、振付：ダル太夫」とクレジットされている。

2. パステージ
歌：ARCAREAFACT［チタン（小林裕介）］
作詞・作曲・編曲：玉木千尋
  - テレビアニメ『SHOW BY ROCK!! STARS!!』第7話挿入歌
  - テレビアニメ版では「作詞・作曲：チタン、編曲：ARCAREAFACT」とクレジットされている。

3. ランナーズハイ!!
歌：Plasmagica & Mashumairesh!!
作詞・作曲：Kouta Kaneko、編曲：mo2（Felion Sounds）
  - テレビアニメ『SHOW BY ROCK!! STARS!!』第8話挿入歌
  - テレビアニメ版では「作詞：Plasmagica、Mashumairesh!!、作曲：マシマヒメコ、編曲：チュチュ」とクレジットされている。

4. はじまりのうた
歌：REIJINGSIGNAL
作詞・作曲：shilo、中土智博、編曲：Potato Parties
  - テレビアニメ『SHOW BY ROCK!! STARS!!』第9話挿入歌
  - テレビアニメ版では「作詞・作曲・編曲：REIJINGSIGNAL」とクレジットされている。

5. EMPIRE DOMINATOR
歌：BUD VIRGIN LOGIC［アイレーン（野口瑠璃子）］
作詞・作曲・編曲：玉木千尋
  - テレビアニメ『SHOW BY ROCK!! STARS!!』第9話挿入歌
  - テレビアニメ版では「作詞・作曲・編曲：アイレーン」とクレジットされている。

6. キミはボクのプリンセス☆
歌：トライクロニカ
作詞・作曲：斉藤信治、編曲：斉藤信治、石倉誉之
  - テレビアニメ版では「作詞・作曲：シュウ☆ゾー、編曲：Trichronika」とクレジットされている。

7. メリケンサックに特攻です
歌：DOKONJOFINGER
作詞・作曲・編曲：Yugo Ichikawa（Felion Sounds）
  - テレビアニメ『SHOW BY ROCK!! STARS!!』第12話挿入歌
  - テレビアニメ版では「作詞：ヤス、作曲・編曲：DOKONJOFINGER」とクレジットされている。

8. アノカナタリウム
歌：Mashumairesh!!
作詞・作曲・編曲：玉木千尋
  - テレビアニメ版では「作詞：ほわん、マシマヒメコ、デルミン、ルフユ、作曲：マシマヒメコ、編曲：Mashumairesh!!」とクレジットされている。

9. 乙女陽炎（Instrumental）
10. パステージ（Instrumental）
11. ランナーズハイ!!（Instrumental）
12. はじまりのうた（Instrumental）
13. EMPIRE DOMINATOR（Instrumental）
14. キミはボクのプリンセス☆（Instrumental）
15. メリケンサックに特攻です（Instrumental）
16. アノカナタリウム（Instrumental）

## 10バンド同時発売シングル
ゲーム版の楽曲を収録したシングル。2016年2月17日発売。数量限定販売で、10バンド同時発売。

### Favorite Number/My pace!!
収録曲
歌：シアン（稲川英里）
1. favorite number
作詞・作曲・編曲：杉浦"ラフィン"誠一郎
2. My pace!!
作詞：後藤紘明、作曲：djseiru
3. favorite number（Instrumental）
4. My pace!!（Instrumental）

### Knocking' the next-door/Last Flower
収録曲
歌：クロウ（谷山紀章）
1. Knocking' the next-door
作詞・作曲・編曲：中村博
2. Last Flower
作詞：yuiko、作曲・編曲：Meis Clauson
3. Knocking' the next-door（Instrumental）
4. Last Flower（Instrumental）

### Unicorn in the Blue/Voyage
収録曲
歌：ウエンディ（Chihiro）、全作詞：Chihiro、全作曲・編曲：カワイヒデヒロ
1. Unicorn in the Blue
2. Voyage
3. Unicorn in the Blue（Instrumental）
4. Voyage（Instrumental）

### カケヒキモード/イノセントチューン
収録曲
歌：チッティ（相内沙英）
1. カケヒキモード
作詞・作曲・編曲：丸山だるま
2. イノセントチューン
作詞・作曲・編曲：デスおはぎ
3. カケヒキモード（Instrumental）
4. イノセントチューン（Instrumental）

### 手裏修羅雷/-BAKUEN- Dead or A live!!
収録曲
歌：嵐（廣瀬直也）、全作詞・作曲・編曲：Yugo Ichikawa
1. 手裏修羅雷
2. -BAKUEN- Dead or A live!!
3. 手裏修羅雷（Instrumental）
4. -BAKUEN- Dead or A live!!（Instrumental）

### 最終列車/ハツコイノオト
収録曲
歌：しばりん（高野麻里佳）、全作詞・作曲：KAMEKICHI
1. 最終列車
2. ハツコイノオト
3. 最終列車（Instrumental）
4. ハツコイノオト（Instrumental）

### SADAME/秋雨純情歌
収録曲
歌：阿（早見沙織）
1. SADAME
作詞・作曲・編曲：HAMA-kgn
2. 秋雨純情歌
作詞・作曲・編曲：黒魔
3. SADAME（Instrumental）
4. 秋雨純情歌（Instrumental）

### Stand Up! バイガンバー!/ヒーローライン
収録曲
歌：バイレッド（たかはしごう）、全作詞：仰木日向、作曲・編曲：伊藤翼
1. Stand Up! バイガンバー！
2. ヒーローライン
3. Stand Up! バイガンバー！（Instrumental）
4. ヒーローライン（Instrumental）

### 帰り道のアンサンブル/すぺしゃる☆れしぴ
収録曲
歌：キャンディラパン（佐々木未来）
1. 帰り道のアンサンブル
作詞・作曲：見汐暁仁
2. すぺしゃる☆れしぴ
作詞・作曲・編曲：綿飴
3. 帰り道のアンサンブル（Instrumental）
4. すぺしゃる☆れしぴ（Instrumental）

### ループしてる/あすいろ恋模様
収録曲
1. ループしてる
歌：ロージア（日高里菜）、ツキノ（茅野愛衣）
作詞・作曲・編曲：黒魔
2. あすいろ恋模様
歌：ロージア（日高里菜）、ジャクリン（村川梨衣）
作詞・作曲・編曲：弓場崇弘
3. ループしてる（Instrumental）
4. あすいろ恋模様（Instrumental）

## ベストアルバム

### SHOW BY ROCK!! BEST Vol.1
初代アプリ版の楽曲を収録したベストアルバム。
プラズマジカ、シンガンクリムゾンズ、雫シークレットマインド、すたっどばんぎゃっしゅ、忍迅雷音、ウワサノペタルズ、徒然なる操り霧幻庵、トライクロニカ、バイガンバーV、ドーリィドルチの初期楽曲を収録。CD2枚組。特典DVDには『しょ～と!!』1話 - 6話を収録。
DISC 1
1. Can't stop DAISUKI !!
歌：プラズマジカ
2. ハマって☆Rockin' Sweet
歌：プラズマジカ
3. Panoramatic Adventure
歌：プラズマジカ
4. TSUBASA
歌：シンガンクリムゾンズ
5. シンクリズム-S.C.ISM-
歌：シンガンクリムゾンズ
6. New World Order
歌：シンガンクリムゾンズ
7. Spider Love
歌：雫シークレットマインド
8. Alice
歌：雫シークレットマインド
9. Dekarion's Ark
歌：雫シークレットマインド
10. Proof of my soul
歌：すたっどばんぎゃっしゅ
11. OVER"D"LIVE!
歌：すたっどばんぎゃっしゅ
12. 告白≧Revolution
歌：すたっどばんぎゃっしゅ
13. MISSION to the night,FASHION for the fight
歌：忍迅雷音
14. Soldier Named The Shadow
歌：忍迅雷音
15. Thunder,Light,Stone,Fire ～電・光・石・火～
歌：忍迅雷音

DISC 2
1. 流星群
歌：ウワサノペタルズ
2. イナズマ
歌：ウワサノペタルズ
3. 青い月
歌：ウワサノペタルズ
4. HANA
歌：徒然なる操り霧幻庵
5. KOI
歌：徒然なる操り霧幻庵
6. YUME
歌：徒然なる操り霧幻庵
7. InSight
歌：トライクロニカ
8. Get the sound
歌：トライクロニカ
9. Small&StarLight
歌：トライクロニカ
10. バイガンバーV
歌：バイガンバーV
11. Sunset
歌：バイガンバーV
12. Get a Chance
歌：バイガンバーV
13. 恋とメリーゴーランド
歌：ドーリィドルチ
14. HEART
歌：ドーリィドルチ
15. Smile:)
歌：ドーリィドルチ

### SHOW BY ROCK!! BEST Vol.2
初代アプリ版の楽曲を収録したベストアルバム。
プラズマジカ、シンガンクリムゾンズ、徒然なる操り霧幻庵、雫シークレットマインド、バイガンバーV、ドーリィドルチ、クリティクリスタ、忍迅雷音、すたっどばんぎゃっしゅ、ウワサノペタルズ、BUD VIRGIN LOGIC、ARCAREAFACTの楽曲を収録。CD2枚組。特典DVDには『しょ～と!!』7話 - 12話を収録。
DISC 1
1. Favorite Number
歌：プラズマジカ
2. knocking' the next-door
歌：シンガンクリムゾンズ
3. SADAME
歌：徒然なる操り霧幻庵
4. Unicorn in the Blue
歌：雫シークレットマインド
  - シングル収録版から一部アレンジが変更されている。

5. My pace!!
歌：プラズマジカ
6. Stand Up! バイガンバー！
歌：バイガンバーV
7. Last Flower
歌：シンガンクリムゾンズ
8. 帰り道のアンサンブル
歌：ドーリィドルチ
9. ループしてる
歌：クリティクリスタ
10. 1.2.さんしゃいん♡
歌：クリティクリスタ
作詞・作曲：KAMEKICHI
11. あすいろ恋模様
歌：クリティクリスタ
12. 弱虫アマノジャク
歌：プラズマジカ
13. 手裏修羅雷
歌：忍迅雷音
14. Voyage
歌：雫シークレットマインド
15. ヒーローライン
歌：バイガンバーV

DISC 2
1. すぺしゃる☆れしぴ
歌：ドーリィドルチ
2. カケヒキモード
歌：すたっどばんぎゃっしゅ
3. イノセントチューン
歌：すたっどばんぎゃっしゅ
4. Regret Breaker
歌：プラズマジカ［モア（佐倉綾音）］
作詞・作曲・編曲：杉浦"ラフィン"誠一郎
5. 最終列車
歌：ウワサノペタルズ
6. ハツコイノオト
歌：ウワサノペタルズ
7. -BAKUEN- Dead or A live!!
歌：忍迅雷音
8. 秋雨純情歌
歌：徒然なる操り霧幻庵
9. My Precious Sign
歌：クリティクリスタ［ツキノ（茅野愛衣）］
作詞：長尾どき、作曲：西木康智
10. 彩る夢は神風の如く
歌：徒然なる操り霧幻庵［吽（松井恵理子）］
作詞・作曲・編曲：HAMA-kgn
11. ecilA
歌：雫シークレットマインド［ウエンディ（Chihiro）］
作詞：Chihiro、作曲・編曲：カワイヒデヒロ
12. 俺達のヒーロータイム
歌：バイガンバーV［バイレッド（たかはしごう）］
作詞：仰木日向、作曲・編曲：伊藤翼
13. Forbidden
歌：BUD VIRGIN LOGIC［アイレーン（野口瑠璃子）］
作詞：磯谷佳江、作曲：小野貴光、編曲：玉木千尋
14. ステイリアル
歌：ARCAREAFACT［チタン（小林裕介）］
作詞・作曲・編曲：HAMA-kgn
15. ローテンションボーイ
歌：すたっどばんぎゃっしゅ［チッティ（相内沙英）］
作詞・作曲・編曲：丸山だるま

### SHOW BY ROCK!! BEST Vol.3
初代アプリ版の楽曲を収録したベストアルバム。
プラズマジカ、シンガンクリムゾンズ（シンガンホワイティーズ、シンガンミルクリムゾンズ）、クリティクリスタ、トライクロニカ、徒然なる操り霧幻庵、BUD VIRGIN LOGIC、ARCAREAFACT、雫シークレットマインド、すたっどばんぎゃっしゅ、忍迅雷音、ウワサノペタルズ、バイガンバーV、ドーリィドルチ、Yokazenohorizonの楽曲を収録。CD3枚組。
DISC 1
1. ソラウソ
歌：BUD VIRGIN LOGIC
2. オヤスミパラノイア
歌：BUD VIRGIN LOGIC
3. マイラスファイ
歌：ARCAREAFACT
4. アンノウン
歌：ARCAREAFACT
5. オモイノシルシ
歌：プラズマジカ［シアン（稲川英里）］
作詞：磯谷佳江、作曲：小野貴光、編曲：玉木千尋
6. 幻影のシュトライヒ
歌：シンガンクリムゾンズ［クロウ（谷山紀章）］
作詞：磯谷佳江、作曲：小野貴光、編曲：玉木千尋
7. Monologue
歌：BUD VIRGIN LOGIC
8. はうあーゆー？
歌：クリティクリスタ［ジャクリン（村川梨衣）］
作詞・作曲：YASUHIRO（康寛）、編曲：HAMA-kgn（Felion Sounds）
9. HEROSTARを探しにいこう
歌：バイガンバーV［バイレッド（たかはしごう）］
作詞：仰木日向、作曲・編曲：伊藤翼
10. 永遠なんて嘘ばかりだった
歌：ウワサノペタルズ［しばりん（高野麻里佳）］
作詞・作曲：KAMEKICHI、編曲：百瀬いおり
11. 水面の歌
歌：忍迅雷音［嵐（廣瀬直也）］
作詞・作曲・編曲：百瀬いおり
12. Cotton Candy Diary
歌：ドーリィドルチ［キャンディラパン（佐々木未来）］
作詞：磯谷佳江、作曲：小野貴光、編曲：玉木千尋
13. 線幸花火
歌：すたっどばんぎゃっしゅ［チッティ（相内沙英）］
作詞・作曲・編曲：HAMA-kgn（Felion Sounds）
14. Wires to Abyss
歌：雫シークレットマインド［ウエンディ（Chihiro）］
作詞：Chihiro、作曲・編曲：カワイヒデヒロ
15. 煌☆Chronicle
歌：トライクロニカ［シュウ☆ゾー（宮野真守）］
作詞・作曲・編曲：弓場崇弘
16. ブレイカウェイ
歌：ARCAREAFACT

DISC 2
1. 夜咲太鼓輝や打ち
歌：徒然なる操り霧幻庵［阿（早見沙織）］
作詞：仰木日向、作曲・編曲：伊藤翼
2. 告白ING
歌：ドーリィドルチ［キャンディラパン（佐々木未来）］
作詞：浅野まこと、作曲：James Panda Jr.、編曲：HAMA-kgn（Felion Sounds）
3. Scarlet Eyes
歌：シンガンクリムゾンズ［クロウ（谷山紀章）］
作詞・作曲・編曲：Yugo Ichikawa（Felion Sounds）
4. 思ひ出咲くや茜空
歌：徒然なる操り霧幻庵［阿（早見沙織）］
作詞・作曲・編曲：HAMA-kgn（Felion Sounds）
5. ハカナイトメア
歌：BUD VIRGIN LOGIC
6. Happy Happy Jump!!
歌：クリティクリスタ［ロージア（日高里菜）］
作詞・作曲・編曲：Yugo Ichikawa（Felion Sounds）
7. Ninja Fanka
歌：忍迅雷音［嵐（廣瀬直也）］
作詞・作曲・編曲：Yugo Ichikawa（Felion Sounds）
8. Albidus
歌：BUD VIRGIN LOGIC
9. エンブレム
歌：ARCAREAFACT
10. 一秒の歌
歌：ウワサノペタルズ［しばりん（高野麻里佳）］
作詞・作曲・編曲：百瀬いおり
11. Future Girls
歌：プラズマジカ
作詞：平井佑果、作曲・編曲：かみじょうゆうや
12. エルプライド
歌：ARCAREAFACT
13. 檸檬と蜂蜜
歌：プラズマジカ［チュチュ（上坂すみれ）］
作詞・作曲・編曲：デスおはぎ
  - テレビアニメ『SHOW BY ROCK!! STARS!!』第1話挿入歌
  - テレビアニメ版では「作詞・作曲：チュチュ、編曲：Plasmagica」とクレジットされている。

14. 浮世に舞ふは刹那の華
歌：徒然なる操り霧幻庵［阿（早見沙織）］
作詞：磯谷佳江、作曲：小野貴光、編曲：玉木千尋
15. Autumn Sky
歌：雫シークレットマインド［ウエンディ（Chihiro）］
作詞：Chihiro、作曲・編曲：カワイヒデヒロ
16. 光ノTSUBASA
歌：シンガンホワイティーズ
17. Like a peony
歌：雫シークレットマインド［ウエンディ（Chihiro）］
作詞：Chihiro、作曲・編曲：カワイヒデヒロ

DISC 3
1. Falling into the Light
歌：忍迅雷音［嵐（廣瀬直也）］
作詞・作曲・編曲：廣澤優也
2. まじかる♡くっきんぐ
歌：ドーリィドルチ［キャンディラパン（佐々木未来）］
作詞・作曲：綿飴、編曲：綿飴、HAMA-kgn（Felion Sounds）
3. とっておきのHappiness!
歌：クリティクリスタ［ホルミー（五十嵐裕美）］
作詞・作曲・編曲：HAMA-kgn（Felion Sounds）
4. 未完成Tripper
歌：プラズマジカ［モア（佐倉綾音）］
作詞：磯谷佳江、作曲：小野貴光、編曲：玉木千尋
5. Awakening World
歌：Yokazenohorizon［リカオ（古川慎）］
作詞・作曲・編曲：mustie=DC
6. IDENTITY
歌：すたっどばんぎゃっしゅ［チッティ（相内沙英）］
作詞：磯谷佳江、作曲：小野貴光、編曲：玉木千尋
7. 夜風に揺れて
歌：Yokazenohorizon［リカオ（古川慎）］
作詞・作曲・編曲：mustie=DC
8. 幻Forest
歌：Yokazenohorizon［リカオ（古川慎）］
作詞・作曲・編曲：HAMA-kgn（Felion Sounds）
9. Ragnarøk
歌：シンガンクリムゾンズ［クロウ（谷山紀章）］
作詞・作曲・編曲：デスおはぎ
10. 忍情∞数歌
歌：忍迅雷音［嵐（廣瀬直也）］
作詞：磯谷佳江、作曲：小野貴光、編曲：玉木千尋
11. Please Please Christmas
歌：BUD VIRGIN LOGIC［アイレーン（野口瑠璃子）］
作詞・作曲・編曲：Yugo Ichikawa（Felion Sounds）
12. アドレイション
歌：ARCAREAFAC［チタン（小林裕介）］
作詞：真崎エリカ、作曲：原田篤（Arte Refact）、編曲：山本恭平（Arte Refact）
13. さよなら、僕らのラブソング。
歌：ウワサノペタルズ［しばりん（高野麻里佳）］
作詞・作曲：KAMEKICHI、編曲：mo2（Felion Sounds）
14. CLOUD9
歌：すたっどばんぎゃっしゅ［チッティ（相内沙英）］
作詞・作曲：ki、編曲：HAMA-kgn（Felion Sounds）
15. Rising High!!
歌：シンガンミルクリムゾンズ［クロウ（谷山紀章）］
作詞・作曲・編曲：Yugo Ichikawa（Felion Sounds）
16. イメージノ
歌：Yokazenohorizon［リカオ（古川慎）］
作詞：磯谷佳江、作曲：小野貴光、編曲：玉木千尋
17. ミスター・キャンディ
歌：すたっどばんぎゃっしゅ［チッティ（相内沙英）］
作詞・作曲：丸山だるま、編曲：mo2

### SHOW BY ROCK!! BEST Vol.4
FesALiveの楽曲を収録したベストアルバム。
プラズマジカ、Mashumairesh!!、シンガンクリムゾンズ、DOKONJOFINGER、クリティクリスタ、REIJINGSIGNAL、徒然なる操り霧幻庵、トライクロニカ、BUD VIRGIN LOGIC、ARCAREAFACT、Yokazenohorizon、ゼロティックホリックの楽曲を収録。CD2枚組。
DISC 1
1. How To Fly
歌：シアン（稲川英里）、ほわん（遠野ひかる）
作詞・作曲・編曲：Yugo Ichikawa（Felion Souns）
  - ゲーム『SHOW BY ROCK!! Fes A Live』オープニングテーマ

2. 未来ウォンテッド
歌：プラズマジカ
作詞：真崎エリカ、作曲・編曲：三井真一
3. MAGMA
歌：シンガンクリムゾンズ［クロウ（谷山紀章）］
作詞・作曲・編曲：Yugo Ichikawa（Felion Souns）
4. 黎明ニ咲ケ
歌：徒然なる操り霧幻庵［阿（早見沙織）］
作詞・作曲・編曲：志村真白（FirstCall）
5. ウソの笑顔
歌：BUD VIRGIN LOGIC［アイレーン（野口瑠璃子）］
作詞：真崎エリカ、作曲：藤井亮太、岩元りほ、矢野達也、編曲：矢野達也、藤井亮太
6. Red Numbers
歌：DOKONJOFINGER
作詞・作曲・編曲：大和
7. 人生は忙しい
歌：REIJINGSIGNAL
作詞：坂井竜二、作曲・編曲：中土智博
8. グッドバイサンキュー！
歌：Mashumairesh!!［ほわん（遠野ひかる）］
9. Arco Color
歌：Mashumairesh!!［マシマヒメコ（夏吉ゆうこ）］
10. 惑星のダンスフロア
歌：Mashumairesh!!［デルミン（和多田美咲）］
11. シネマティックメモワール
歌：Mashumairesh!!［ルフユ（山根綺）］
12. ユアウィスパー
歌：ARCAREAFACT［チタン（小林裕介）］
作詞・作曲・編曲：Yugo Ichikawa（Felion Souns）
13. SSG
歌：REIJINGSIGNAL
作詞・作曲・編曲：山本恭平（Arte Refact）
14. サイエンス・フィクション
歌：トライクロニカ［シュウ☆ゾー（宮野真守）］
作詞：磯谷佳江、作曲：小野貴光、編曲：玉木千尋
15. Get the sound（夢銀河☆ツインズVer.）
歌：トライクロニカ
作詞・作曲・編曲：岡ナオキ
  - 「Get the sound」のリクとカイによるカバーバージョン。

DISC 2
1. Mot Mot Mot
歌：クリティクリスタ
作詞・作曲：OMIYA
2. 鳴動
歌：DOKONJOFINGER
作詞：大和、作曲・編曲：神田ジョン
3. ブライトワールズノベル
歌：Mashumairesh!!
作詞：磯谷佳江、作曲・編曲：玉木千尋
4. ShootingStar
歌：REIJINGSIGNAL
作詞・作曲・編曲：中土智博
5. Realistic Interface
歌：Yokazenohorizon［リカオ（古川慎）］
作詞・作曲：mustie=DC、編曲：玉木千尋
6. BORN BORN DANCE
歌：DOKONJOFINGER
作詞：真崎エリカ、作曲・編曲：本多友紀（Arte Refact）
7. ジェネリックヒロイン
歌：ゼロティックホリック
作詞：磯谷佳江、作曲・編曲：玉木千尋
8. カクレンボ
歌：ゼロティックホリック
作詞・作曲・編曲：藤井健太郎(HANO)
9. センチメンタル・バニラ
歌：ゼロティックホリック
作詞・作曲：ぼっちぼろまる、編曲：HAMA-kgn
10. 恋詠ノ蝶
歌：徒然なる操り霧幻庵［阿（早見沙織）］
作詞：磯谷佳江、作曲：小野貴光、編曲：玉木千尋
11. 綿雪グリモワール
歌：クリティクリスタ
作詞・作曲・編曲：HAMA-kgn
12. 魔法のアイコトバ
歌：Mashumairesh!!［ほわん（遠野ひかる）］
13. 運命のSocial Distance
歌：クロウ（谷山紀章）、ヤス（伊東健人）
作詞：磯谷佳江、作曲・編曲：玉木千尋
  - ゲーム『SHOW BY ROCK!! Fes A Live』ハーフアニバーサーリー記念楽曲

### SHOW BY ROCK!! BEST Selection!!
テレビアニメ版の楽曲を収録したベストアルバム。CD4枚組。
『SHOW BY ROCK!!』10周年記念プロジェクト「Road to 2022!! 目指せ10周年‼︎ 5大SHOW BY ROCK!!プロジェクト‼︎」の第3弾として、ユーザー投票で収録曲が決定された。シングルCDとしてリリースされていない、BD / DVDの特典楽曲などを含む69曲のほか、『SHOW BY ROCK!!』10周年記念ソング「Rocker」が収録される。
収録曲
DISC 1
1. 流星ドリームライン
歌：プラズマジカ
2. Nyao Universe
歌：シアン（稲川英里）
3. Love net Lady
歌：レトリー（沼倉愛美）
4. Rhythm Friends
歌：ホルミー（五十嵐裕美）、ジャクリン（村川梨衣）
5. 生きとし生けるものへ
歌：ダル太夫（潘めぐみ）
6. はなまるさーくれっと
歌：ロージア（日高里菜）、ツキノ（茅野愛衣）
7. 掻き鳴らせよ旋律
歌：阿（早見沙織）、吽（松井恵理子）
8. ツバサメロディー
歌：プラズマジカ
9. Go Ahead!! Brand new Me
歌：プラズマジカ
10. プラズマジカル☆ミュージカル
歌：魔法少女プラズマジカ
11. ×旋律-Schlehit Melodie-
歌：BUDVIRGINLOGIC
12. 断罪のソリテュード
歌：BUDVIRGINLOGIC
13. 放て！どどどーん！
歌：クリティクリスタ
14. ラヴスウィートブレーメン♡
歌：ロージア（日高里菜）
15. Serve a Master
歌：ペイペイン（田中あいみ）、ハンドレッコ（木戸衣吹）
16. 未来サーチライト
歌：プラズマジカ
17. Heartful Session
歌：プラズマジカ
18. スターライト・メモリーズ
歌：プラズマジカ

DISC 2
1. ＊＊＊＊
歌：プラズマジカ
2. SNOW LETTER
歌：プラズマジカ
作詞：高瀬愛虹、作曲・編曲：no_my
  - 『つがいけ高原スキー場』タイアップソング。
  - 2017年2月18日に配信限定シングルとして発売。CD収録は本作が初。

3. キミのラプソディー
歌：Mashumairesh!!
4. エールアンドレスポンス
歌：Mashumairesh!!
5. たからものはきみと
歌：ほわん（遠野ひかる）
6. Rainy Girl
歌：マシマヒメコ（夏吉ゆうこ）
7. シンデレラストーリー
歌：デルミン（和多田美咲）
8. ラストジャッジ
歌：ルフユ（山根綺）
9. Plastic / Jewelry Tune
歌：スモモネ（芹澤優）
10. noche blanca
歌：ういうい（鈴木みのり）
11. Dazzling
歌：ララリン（Lynn）
12. てのひら
歌：ほわん（遠野ひかる）、マシマヒメコ（夏吉ゆうこ）
13. ドレミファSTARS!!
歌：プラズマジカ & Mashumairesh!!
14. EMPIRE DOMINATOR
歌：BUDVIRGINLOGIC
15. アノカナタリウム
歌：Mashumairesh!!
16. 全力 I Love You!
歌：ほわん（遠野ひかる）、マシマヒメコ（夏吉ゆうこ）、ララリン（Lynn）、ロージア（日高里菜）
17. グッデイバイデイ
歌：シアン（稲川英里）、阿（早見沙織）、アイレーン（野口瑠璃子）、しばりん（高野麻里佳）

DISC 3
1. Falling Roses
歌：シンガンクリムゾンズ
2. キミと☆Are You Ready?
歌：トライクロニカ
3. Red Addiction
歌：クロウ（谷山紀章）
4. 音速over
歌：アイオーン（内山昂輝）、ヤイバ（柿原徹也）
5. Faith and Pray
歌：ヤイバ（柿原徹也）
6. The real reason
歌：ロム（細谷佳正）
7. FLARE
歌：シンガンクリムゾンズ
8. NeoN
歌：シンガンクリムゾンズ
9. ときめきレモネード
歌：トライクロニカ
10. ジャスタウェイク
歌：ARCAREAFACT
11. イッツノットオーヴァー
歌：ARCAREAFACT
12. Cadenza
歌：Amatelast
13. Re:Climb
歌：シンガンクリムゾンズ
14. スピンナウト
歌：チタン（小林裕介）、オリオン（八代拓）
15. 今夜は黄金！パーリィナイト！
歌：セレン（筆村栄心）、アルゴン（沢城千春）
16. 紅のballade
歌：クロウ（谷山紀章）
17. Crimson Tribe
歌：シンガンクリムゾンズ
18. 紅きRevolution
歌：シンガンクリムゾンズ

DISC 4
1. 泉 Shangri-la
歌：シンガンクリムゾンズ［クロウ（谷山紀章）］
作詞・編曲：RegaSound、作曲：米田浩貴、編曲：no_my
  - 『大江戸温泉物語』タイアップソング。
  - 2017年2月18日に配信限定シングルとして発売。CD収録は本作が初。

2. 移動手段はバイクです
歌：DOKONJOFINGER
3. カバンには鉄板です
歌：DOKONJOFINGER
4. 裏切りは無しです
歌：DOKONJOFINGER
5. ワールドワールドワールド
歌：ヤス（伊東健人）
6. Stinger
歌：ハッチン（小松昌平）
7. Knock Knock Down!!!
歌：ジョウ（小野友樹）
8. FIELD HEART
歌：双循（白井悠介）
9. 滑走手段はボブスレーです
歌：DOKONJOFINGER
10. Final Opinion
歌：Yokazenohorizon
11. OBENTO MAGNUM
歌：DOKONJOFINGER
12. キミはボクのプリンセス☆
歌：トライクロニカ
13. パステージ
歌：ARCAREAFACT
14. メリケンサックに特攻です
歌：DOKONJOFINGER
15. GANARE
歌：ヤス（伊東健人）、チタン（小林裕介）、リカオ（古川慎）
16. Two-faced
歌：クロウ（谷山紀章）、シュウ☆ゾー（宮野真守）
17. Rocker
歌：シアン（稲川英里）、クロウ（谷山紀章）
作詞・作曲：KHAi、編曲：樂
  - 『SHOW BY ROCK!!』10周年記念ソング

## ミニアルバム

### Monologue
BUD VIRGIN LOGICの1stミニアルバム。
収録曲
歌：アイレーン（野口瑠璃子）
1. ソラウソ
作詞：磯谷佳江、作曲：小野貴光、編曲：玉木千尋
2. オヤスミパラノイア
作詞・作曲・編曲：Yugo Ichikawa
3. Monologue
作詞：磯谷佳江、作曲：小野貴光、編曲：玉木千尋
4. Albidus
作詞・作曲・編曲：Yugo Ichikawa
5. Forbidden
6. ハカナイトメア
作詞・作曲・編曲：Yugo Ichikawa（Felion Sounds）
  - 2017年のエイプリルフール企画「Ailane the Darkwitch -劇場版-」主題歌

7. Monologue（Instrumental）
8. オヤスミパラノイア（Instrumental）
9. Monologue（Instrumental）
10. Albidus（Instrumental）
11. Forbidden（Instrumental）
12. ハカナイトメア（Instrumental）

### エンブレム
ARCAREAFACTの1stミニアルバム。
収録曲
歌：チタン（小林裕介）
1. マイラスファイ
作詞・作曲・編曲：Yugo Ichikawa
2. エンブレム
作詞・作曲・編曲：HAMA-kgn
3. アンノウン
作詞・作曲・編曲：HAMA-kgn
4. ステイリアル
5. ブレイカウェイ
作詞：後藤紘明、作曲：djseiru
6. エルプライド
作詞・作曲・編曲：Yugo Ichikawa
7. マイラスファイ（Instrumental）
8. エンブレム（Instrumental）
9. アンノウン（Instrumental）
10. ステイリアル（Instrumental）
11. ブレイカウェイ（Instrumental）
12. エルプライド（Instrumental）

### P SHOW BY ROCK!!
2019年6月19日発売。パチンコ『P SHOW BY ROCK!!』に用意された新曲を収録したアルバム。プラズマジカ、シンガンクリムゾンズ、クリティクリスタの新曲を収録。
通信販売サイトきゃにめ.jpでは購入特典として「NEVER ENDING DREAM」と「にゃんばわん！ゼッタイ最強！」のソロリミックスを収録したCDが付属。
収録曲
1. NEVER ENDING DREAM
歌：プラズマジカ
作詞：高瀬愛虹、作曲：no_my、編曲：草野よしひろ
2. Anti-Destiny
歌：シンガンクリムゾンズ［クロウ（谷山紀章）］
作詞：田村ジュン、作曲・編曲：隠田遼平
3. にゃんばわん！ゼッタイ最強！
歌：クリティクリスタ
作詞・作曲・編曲：篠崎あやと
4. NEVER ENDING DREAM（Instrumental）
5. Anti-Destiny（Instrumental）
6. にゃんばわん！ゼッタイ最強！（Instrumental）

## その他のシングルCD

### プラズマジカル☆ミュージカル
2016年のエイプリルフール企画「魔法少女プラズマジカ」の主題歌CD。同年8月12日・13日に開催されたコミックマーケット90にて発売された。通信販売サイトきゃにめ.jpでも販売されている。
収録曲
1. プラズマジカル☆ミュージカル
歌：プラズマジカ
作詞：高瀬愛虹、作曲：no_my、編曲：Funta7
  - テレビアニメ『SHOW BY ROCK!! STARS!!』第3話挿入歌
  - テレビアニメ版では「作詞：チュチュ、作曲：シアン、編曲：Plasmagica」とクレジットされている。

2. プラズマジカル☆ミュージカル（Instrumental）

### 男ゴコロ☆天使ゴコロ!
AGF2016にて販売された漫画「SHOW BY ROCK!!刑事 -深紅色の屑星達と摩天楼黙示録-」に登場したカイとリクによるユニット、「エンジェリック・ツインズ」によるシングル。
2016年12月29日に開催されたコミックマーケット91にて販売された。通信販売サイトきゃにめ.jpでも販売されている。
収録曲
1. 男ゴコロ☆天使ゴコロ！
歌：エンジェリック・ツインズ
作詞・作曲・編曲：谷口尚久
2. 男ゴコロ☆天使ゴコロ！（Instrumental）

### ****
2017年1月に開催されたリアル脱出ゲームとのコラボイベント『SHOW BY ROCK!!×リアル脱出ゲーム ぴゅ〜るランド最大危機からの脱出』の主題歌を収録したシングル。イベントの前売りチケットの限定版に付属した。
「＊＊＊＊」は伏字であり、リアル脱出ゲームに参加することで本来の曲名が判明するという演出がなされていた。現在は正式なタイトルを確認する手段がないため、「＊＊＊＊」（アスタリスク）が曲名として表記されることが多い。
2017年3月15日からは通信販売サイトきゃにめ.jpでも販売されている。
収録曲
1. ＊＊＊＊
歌：プラズマジカ
作詞：高瀬愛虹、作曲・編曲：no_my
2. ＊＊＊＊（Instrumental）

### ENDLESS!!!!
2018年8月29日発売。5周年記念シングル。キャラクターの担当声優、タイアップバンドのメンバーたちが歌唱に参加し、共演している。
ブックレットには歌唱者とスタッフによるコメント・サインが入っている。
収録曲
1. ENDLESS!!!!
歌：SHOWBYROCK!! Family
作詞：HoneycomeBear_Kaako、作曲・編曲：HoneycomeBear_Monkey
2. Eternal Unity -明日へのメロディ-
歌：SHOWBYROCK!! Family
作詞・作曲・編曲：Yugo Ichikawa（Felion Sounds）
3. 光ノTSUBASA
歌：SHINGANWHITEEZ［クロウ（谷山紀章）］
作詞・作曲：HAMA-kgn（Felion Sounds）、編曲：Yugo Ichikawa（Felion Sounds）
  - 2018年のエイプリルフール企画「シンガンホワイティーズ」の楽曲

4. ENDLESS!!!!（Instrumental）
5. Eternal Unity -明日へのメロディ-（Instrumental）
6. 光ノTSUBASA（Instrumental）

### 魔法のアイコトバ
2019年3月31日発売。サンリオアニメストアのイメージキャラクターとしてのほわんが歌うテーマソング。
収録曲
1. 魔法のアイコトバ
歌：ほわん（遠野ひかる）
作詞・作曲・編曲：Yugo Ichikawa
2. 魔法のアイコトバ（Instrumental）

### グッドバイサンキュー!
2019年12月28日から31日まで開催されたコミックマーケット97にて販売された、ほわんのキャラクターソングCD。
収録曲
1. グッドバイサンキュー！
歌：ほわん（遠野ひかる）
作詞・作曲・編曲：HAMA-kgn
2. グッドバイサンキュー！（Instrumental）

### Arco Color
2019年12月28日から31日まで開催されたコミックマーケット97にて販売された、マシマヒメコのキャラクターソングCD。
収録曲
1. Arco Color
歌：マシマヒメコ（夏吉ゆうこ）
作詞・作曲・編曲：Yugo Ichikawa
2. Arco Color（Instrumental）

### 惑星のダンスフロア
2019年12月28日から31日まで開催されたコミックマーケット97にて販売された、デルミンのキャラクターソングCD。
収録曲
1. 惑星のダンスフロア
歌：デルミン（和多田美咲）
作詞・作曲・編曲：サンリオ
  - ゲーム『＃コンパス 戦闘摂理解析システム』におけるデルミンのテーマソング。原曲は初音ミクによる歌唱で、それのデルミンによるキャラクターカバーバージョンとなる。

2. 惑星のダンスフロア（Instrumental）

### シネマティックメモワール
2019年12月28日から31日まで開催されたコミックマーケット97にて販売された、ルフユのキャラクターソングCD。
収録曲
1. シネマティックメモワール
歌：ルフユ（山根綺）
作詞・作曲・編曲：HAMA-kgn
2. シネマティックメモワール（Instrumental）

### 滑走手段はボブスレーです
2020年5月13日発売。2020年のエイプリルフール企画で発表された「滑走手段はボブスレーです」を収録したシングル。「移動手段はバイクです」の替え歌。
収録曲
1. 滑走手段はボブスレーです
歌：DOKONJOFINGER

### トリガーロック
2021年9月15日発売。
表題曲の「トリガーロック」は、『SHOW BY ROCK!!』10周年記念プロジェクト「Road to 2022!! 目指せ10周年‼︎ 5大SHOW BY ROCK!!プロジェクト‼︎」の第1弾として担当声優陣による実写MVが制作されている。MVはクラウドファンディングによって資金が集められた。
収録曲（CD）
歌：Mashumairesh!!
1. トリガーロック
作詞・作曲：ヨシダタクミ（saji）、編曲：中島生也（monoralism）
2. イントロダクション
作詞：遠野ひかる、夏吉ゆうこ、和多田美咲、山根綺、作曲・編曲：Yugo Ichikawa（Felion Sounds）
3. トリガーロック（Instrumental）
4. イントロダクション（Instrumental）

Blu-ray（初回限定盤）
1. トリガーロック」MV
2. トリガーロック」MV メイキング映像

## 特典・限定楽曲
2022年4月6日発売のアルバム『BEST Selection!!』では楽曲のほとんどが再録されている。再録されている楽曲は備考欄に※を記載。

### BD / DVD特装版特典CD
| 発売日   | 商品名 | 楽曲                         | 歌                                                                                       | 作詞                           | 作曲                               | 編曲                               | 備考     |
| 2015年   | 2015年 | 2015年                       | 2015年                                                                                   | 2015年                         | 2015年                             | 2015年                             | 2015年   |
| -------- | --- | ---------------------------- | ---------------------------------------------------------------------------------------- | ------------------------------ | ---------------------------------- | ---------------------------------- | -------- |
| 6月24日  | TVアニメ『SHOW BY ROCK!!』BD第1巻特装限定版付属 「完全新作ソロプロジェクトCD1」                                  | Nyao Universe                | シアン（稲川英里）                                                                       | 高瀬愛虹                       | no_my                              | 梅堀淳                             | ※        |
| 6月24日  | TVアニメ『SHOW BY ROCK!!』BD第1巻特装限定版付属 「完全新作ソロプロジェクトCD1」                                  | Red Addiction                | クロウ（谷山紀章）                                                                       | RegaSound                      | Leda                               | Leda                               | ※        |
| 7月22日  | TVアニメ『SHOW BY ROCK!!』BD第2巻特装限定版付属 「完全新作ソロプロジェクトCD2」                                  | 夢を掴め青春まっしぐら！     | チュチュ（上坂すみれ）                                                                   | Funta7                         | Funta7                             | Funta7                             | [ 注 1 ] |
| 7月22日  | TVアニメ『SHOW BY ROCK!!』BD第2巻特装限定版付属 「完全新作ソロプロジェクトCD2」                                  | 音速Over                     | アイオーン（内山昂輝）、ヤイバ（柿原徹也）                                               | Funta7                         | Funta7                             | Funta7                             | ※        |
| 8月26日  | TVアニメ『SHOW BY ROCK!!』BD第3巻特装限定版付属 「完全新作ソロプロジェクトCD3」                                  | Love net Lady                | レトリー（沼倉愛美）                                                                     | RegaSound                      | RegaSound                          | RegaSound                          | ※        |
| 8月26日  | TVアニメ『SHOW BY ROCK!!』BD第3巻特装限定版付属 「完全新作ソロプロジェクトCD3」                                  | Faith and Pray               | ヤイバ（柿原徹也）                                                                       | RegaSound                      | RegaSound                          | RegaSound                          | ※        |
| 9月16日  | TVアニメ『SHOW BY ROCK!!』BD第4巻特装限定版付属 「完全新作ソロプロジェクトCD4」                                  | Dramatic∞Drumstick           | モア（佐倉綾音）                                                                         | 高瀬愛虹                       | no_my                              | no_my                              | [ 注 1 ] |
| 9月16日  | TVアニメ『SHOW BY ROCK!!』BD第4巻特装限定版付属 「完全新作ソロプロジェクトCD4」                                  | The real reason              | ロム（細谷佳正）                                                                         | 瀬名恵                         | 隠田遼平                           | Leda                               | ※        |
| 10月28日 | TVアニメ『SHOW BY ROCK!!』BD第5巻特装限定版付属 「完全新作ソロプロジェクトCD5」                                  | 生きとし生けるものへ         | ダル太夫（潘めぐみ）                                                                     | 吉田詩織                       | Yocke                              | Yocke                              | ※        |
| 10月28日 | TVアニメ『SHOW BY ROCK!!』BD第5巻特装限定版付属 「完全新作ソロプロジェクトCD5」                                  | Rhythm Friends               | ホルミー（五十嵐裕美）、ジャクリン（村川梨衣）                                           | 小松一也                       | 小松一也                           | 小松一也                           | ※        |
| 11月25日 | TVアニメ『SHOW BY ROCK!!』BD第6巻特装限定版付属 「完全新作ソロプロジェクトCD6」                                  | 掻き鳴らせよ旋律             | 阿（早見沙織）、吽（松井恵理子）                                                         | 吉田詩織                       | 大沢圭一                           | 大沢圭一                           | ※        |
| 11月25日 | TVアニメ『SHOW BY ROCK!!』BD第6巻特装限定版付属 「完全新作ソロプロジェクトCD6」                                  | はなまるさーくれっと         | ロージア（日高里菜）、ツキノ（茅野愛衣）                                                 | 平朋崇                         | 芳賀政哉                           | 芳賀政哉                           | ※        |
| 2016年   | |                              |                                                                                          |                                |                                    |                                    |          |
| 12月28日 | TVアニメ『SHOW BY ROCK!!#』BD第1巻特装限定版付属 「完全新作スペシャルCD1」                                       | LOVE FOR YOU!!               | シアン（稲川英里）                                                                       |                                |                                    |                                    | [ 注 1 ] |
| 2017年   | |                              |                                                                                          |                                |                                    |                                    |          |
| 1月25日  | TVアニメ『SHOW BY ROCK!!#』BD第2巻特装限定版付属 「完全新作スペシャルCD2」                                       | ラヴスウィートブレーメン♡    | ロージア（日高里菜）                                                                     | 高瀬愛虹                       | no_my                              | Funta7                             | ※        |
| 2月22日  | TVアニメ『SHOW BY ROCK!!#』BD第3巻特装限定版付属 「完全新作スペシャルCD3」                                       | スピンナウト                 | チタン（小林裕介）、オリオン（八代拓）                                                   | RegaSound                      | RegaSound                          | RegaSound                          | ※        |
| 3月15日  | TVアニメ『SHOW BY ROCK!!#』BD第4巻特装限定版付属 「完全新作スペシャルCD4」                                       | 今夜は黄金！パーリィナイト！ | セレン（筆村栄心）、アルゴン（沢城千春）                                                 | Funta3                         | すみだしんや                       | Funta7                             | ※        |
| 4月19日  | TVアニメ『SHOW BY ROCK!!#』BD第5巻特装限定版付属 「完全新作スペシャルCD5」                                       | Serve a Master               | ペイペイン（田中あいみ）、ハンドレッコ（木戸衣吹）                                       | ゆよぱっぱ、マチゲリータ       | ゆよぱっぱ、マチゲリータ           | ゆよぱっぱ                         | ※        |
| 5月17日  | TVアニメ『SHOW BY ROCK!!#』BD第6巻特装限定版付属 「完全新作スペシャルCD6」                                       | 紅のballade                  | クロウ（谷山紀章）                                                                       | RegaSound                      | RegaSound                          | RegaSound                          | ※        |
| 2020年   | |                              |                                                                                          |                                |                                    |                                    |          |
| 3月18日  | TVアニメ『SHOW BY ROCK!! ましゅまいれっしゅ!!』BD第1巻特装限定版付属 「完全新作スペシャルキャラクターソングCD1」 | たからものはきみと           | ほわん（遠野ひかる）                                                                     | 鈴木裕明（SUPA LOVE）          | 鈴木裕明（SUPA LOVE）              | 鈴木裕明（SUPA LOVE）              | ※        |
| 3月18日  | TVアニメ『SHOW BY ROCK!! ましゅまいれっしゅ!!』BD第1巻特装限定版付属 「完全新作スペシャルキャラクターソングCD1」 | Rainy Girl                   | マシマヒメコ（夏吉ゆうこ）                                                               | Yugo Ichikawa（Felion Sounds） | Yugo Ichikawa（Felion Sounds）     | Yugo Ichikawa（Felion Sounds）     | ※        |
| 4月15日  | TVアニメ『SHOW BY ROCK!! ましゅまいれっしゅ!!』BD第2巻特装限定版付属 「完全新作スペシャルキャラクターソングCD2」 | シンデレラストーリー         | デルミン（和多田美咲）                                                                   | トミタカズキ（SUPA LOVE）      | トミタカズキ（SUPA LOVE）          | トミタカズキ（SUPA LOVE）          | ※        |
| 4月15日  | TVアニメ『SHOW BY ROCK!! ましゅまいれっしゅ!!』BD第2巻特装限定版付属 「完全新作スペシャルキャラクターソングCD2」 | ラストジャッジ               | ルフユ（山根綺）                                                                         | 宮嶋淳子（SUPA LOVE）          | トミタカズキ（SUPA LOVE）          | トミタカズキ（SUPA LOVE）          | ※        |
| 5月20日  | TVアニメ『SHOW BY ROCK!! ましゅまいれっしゅ!!』BD第3巻特装限定版付属 「完全新作スペシャルキャラクターソングCD3」 | ワールドワールドワールド     | ヤス（伊東健人）                                                                         | ヨシダタクミ                   | ヨシダタクミ                       | アオヤマイクミ（monoralism）       | ※        |
| 5月20日  | TVアニメ『SHOW BY ROCK!! ましゅまいれっしゅ!!』BD第3巻特装限定版付属 「完全新作スペシャルキャラクターソングCD3」 | Stinger                      | ハッチン（小松昌平）                                                                     | 吾龍                           | 神田ジョン                         | 神田ジョン                         | ※        |
| 6月17日  | TVアニメ『SHOW BY ROCK!! ましゅまいれっしゅ!!』BD第4巻特装限定版付属 「完全新作スペシャルキャラクターソングCD4」 | Knock Knock Down!!!          | ジョウ（小野友樹）                                                                       | Yugo Ichikawa                  | Yugo Ichikawa                      | Yugo Ichikawa                      | ※        |
| 6月17日  | TVアニメ『SHOW BY ROCK!! ましゅまいれっしゅ!!』BD第4巻特装限定版付属 「完全新作スペシャルキャラクターソングCD4」 | FIELD HEART                  | 双循（白井悠介）                                                                         | SHIN                           | 佐高陵平                           | 佐高陵平                           | ※        |
| 7月15日  | TVアニメ『SHOW BY ROCK!! ましゅまいれっしゅ!!』BD第5巻特装限定版付属 「完全新作スペシャルキャラクターソングCD5」 | Plastic / Jewelry Tune       | スモモネ（芹澤優）                                                                       | 真崎エリカ                     | 本多友紀（Arte Refact）            | 本多友紀（Arte Refact）            | ※        |
| 7月15日  | TVアニメ『SHOW BY ROCK!! ましゅまいれっしゅ!!』BD第5巻特装限定版付属 「完全新作スペシャルキャラクターソングCD5」 | noche blanca                 | ういうい（鈴木みのり）                                                                   | ヨシダタクミ                   | アオヤマイクミ                     | アオヤマイクミ                     | ※        |
| 8月19日  | TVアニメ『SHOW BY ROCK!! ましゅまいれっしゅ!!』BD第6巻特装限定版付属 「完全新作スペシャルキャラクターソングCD6」 | Dazzling                     | ララリン（Lynn）                                                                         | 磯谷佳江                       | 玉木千尋                           | 玉木千尋                           | ※        |
| 8月19日  | TVアニメ『SHOW BY ROCK!! ましゅまいれっしゅ!!』BD第6巻特装限定版付属 「完全新作スペシャルキャラクターソングCD6」 | てのひら                     | ほわん（遠野ひかる）、マシマヒメコ（夏吉ゆうこ）                                         | トミタカズキ（SUPA LOVE）      | トミタカズキ（SUPA LOVE）          | トミタカズキ（SUPA LOVE）          | ※        |
| 2021年   | |                              |                                                                                          |                                |                                    |                                    |          |
| 3月17日  | TVアニメ『SHOW BY ROCK!! STARS!!』BD第1巻特装限定版付属 「完全新作スペシャルユニットキャラクターソングCD1」      | 全力 I Love You!             | ほわん（遠野ひかる）、マシマヒメコ（夏吉ゆうこ）、ララリン（Lynn）、ロージア（日高里菜） | 白鷺雪兎                       | 青木宏憲（HANO）、廣澤優也（HANO） | 青木宏憲（HANO）、廣澤優也（HANO） | ※        |
| 5月19日  | TVアニメ『SHOW BY ROCK!! STARS!!』BD第2巻特装限定版付属 「完全新作スペシャルユニットキャラクターソングCD2」      | GANARE                       | ヤス（伊東健人）、チタン（小林裕介）、リカオ（古川慎）                                   | 藤原優樹                       | 長谷川大介                         | 長谷川大介                         | ※        |
| 6月16日  | TVアニメ『SHOW BY ROCK!! STARS!!』BD第3巻特装限定版付属 「完全新作スペシャルユニットキャラクターソングCD3」      | グッデイバイデイ             | シアン（稲川英里）、阿（早見沙織）、アイレーン（野口瑠璃子）、しばりん（高野麻里佳）     | 真崎エリカ                     | 大熊淳生（Arte Refact）            | 大熊淳生（Arte Refact）            | ※        |
| 7月21日  | TVアニメ『SHOW BY ROCK!! STARS!!』BD第4巻特装限定版付属 「完全新作スペシャルユニットキャラクターソングCD4」      | 「Two-faced」                | クロウ（谷山紀章）、シュウ☆ゾー（宮野真守）                                              | 出口遼（KEYTONE）              | 出口遼（KEYTONE）                  | 出口遼（KEYTONE）、Yoma（KEYTONE） | ※        |

### その他の特典楽曲
弱虫アマノジャク
歌：プラズマジカ［レトリー（沼倉愛美）］
作詞・作曲・編曲：HAMA-kgn
2015年6月12日発売。TVアニメ『SHOW BY ROCK!!』の公式ファンブック「LOVE! SHOW BY ROCK!!」の特典CDに収録。
同年12月18日からは各種配信サイトにて配信が開始。「BEST Vol.2」にも再録されている。
FLARE ※
歌：シンガンクリムゾンズ［クロウ（谷山紀章）］
作詞・作曲：Leda、編曲：Leda、中山崇史
2015年7月22日発売。TVアニメ『SHOW BY ROCK!!』関連CDの全巻購入特典。アニメイトにてアニメ第一期関連CDを購入することで配布された。
Go Ahead!! Brand new Me ※
歌：プラズマジカ
作詞：辻純更、作曲：上田昇司、編曲：草野よしひろ
2015年7月22日発売。TVアニメ『SHOW BY ROCK!!』関連CDの全巻購入特典。ゲーマーズにてアニメ第一期関連CDを購入することで配布された。
ツバサメロディー ※
歌：プラズマジカ
作詞：高瀬愛虹、作曲：Leda、Leda、中山崇史
2015年11月25日発売。TVアニメ『SHOW BY ROCK!!』BDの全巻購入特典。ゲーマーズにてアニメ第一期のBDを全巻購入することで配布された。
VERSES
歌：シンガンクリムゾンズ（米原幸佑、輝馬、鳥越裕貴、滝川英治）
2016年5月18日発売。ミュージカル『SHOW BY ROCK!! MUSICAL〜唱え家畜共ッ！深紅色の堕天革命黙示録ッ!!〜』DVDの封入特典。
虚飾の旋律
歌：トライクロニカ（三津谷亮、橋本祥平、月岡弘一）
2016年5月18日発売。ミュージカル『SHOW BY ROCK!! MUSICAL〜唱え家畜共ッ！深紅色の堕天革命黙示録ッ!!〜』DVDの封入特典。
紅きRevolution ※
歌：シンガンクリムゾンズ［クロウ（谷山紀章）］
作詞：Funta3、作曲・編曲：隠田遼平
2017年5月17日発売。TVアニメ『SHOW BY ROCK!!#』BDの全巻購入特典。アニメイトにてアニメ第二期のBDを全巻購入することで配布された。
スターライト・メモリーズ ※
歌：プラズマジカ
作詞・作曲・編曲：RegaSound
2017年5月17日発売。TVアニメ『SHOW BY ROCK!!#』BDの全巻購入特典。ゲーマーズにてアニメ第二期のBDを全巻購入することで配布された。
Heartful Session ※
歌：プラズマジカ
作詞：高瀬愛虹、作曲・編曲：no_my
2017年5月17日発売。TVアニメ『SHOW BY ROCK!!#』BDの全巻購入特典。Amazon.co.jpにてアニメ第二期のBDを全巻購入することで配布された。
Crimson Tribe ※
歌：シンガンクリムゾンズ［クロウ（谷山紀章）］
作詞・編曲：RegaSound、作曲：草野由香
TVアニメ『SHOW BY ROCK!!#』関連CDの全巻購入特典。アニメイトにてアニメ第二期関連CDを購入することで配布された。
未来サーチライト ※
歌：プラズマジカ
作詞：高瀬愛虹、作曲・編曲：no_my
TVアニメ『SHOW BY ROCK!!#』関連CDの全巻購入特典。ゲーマーズにてアニメ第二期関連CDを購入することで配布された。
défendu aube
歌：défendu aube（KIMERU、吉岡佑）
ミュージカル『SHOW BY ROCK!!―狂騒のBloodyLabyrinth―』チケット先行販売限定特典。
I'm A Fire Of The Rock
ミュージカル『SHOW BY ROCK!!―狂騒のBloodyLabyrinth―』チケット先行販売限定特典。

## 配信楽曲
CD未発売の楽曲のみ記載。
| 発売日                 | タイトル                        | 歌                                                 | 作詞                           | 作曲                           | 編曲                                 | 備考         |
| プラズマジカ           | プラズマジカ                    | プラズマジカ                                       | プラズマジカ                   | プラズマジカ                   | プラズマジカ                         | プラズマジカ |
| ---------------------- | ------------------------------- | -------------------------------------------------- | ------------------------------ | ------------------------------ | ------------------------------------ | ------------ |
| 2021年 11月18日        | ボクらの音色                    | プラズマジカ                                       | 竹市佳伸                       | 竹市佳伸                       | 竹市佳伸                             |              |
| 2023年 3月31日         | 伝えずにはいられないや          | プラズマジカ                                       | OzaShin                        | OzaShin                        | OzaShin                              |              |
| シンガンクリムゾンズ   |                                 |                                                    |                                |                                |                                      |              |
| 2022年 12月23日        | Crimson Blaze                   | クロウ（谷山紀章）                                 | amazuti（KEYTONE）             | amazuti（KEYTONE）             | amazuti（KEYTONE）                   |              |
| 雫シークレットマインド |                                 |                                                    |                                |                                |                                      |              |
| 2021年 7月15日         | Unicorn in the Blue（re:works） | ウエンディ（Chihiro Sings）                        | Chihiro Sings                  | カワイヒデヒロ                 | カワイヒデヒロ                       |              |
| 2021年 7月15日         | Flying Home                     | ウエンディ（Chihiro Sings）                        | Chihiro Sings                  | カワイヒデヒロ                 | カワイヒデヒロ                       |              |
| 11月18日               | Spider Love（re:works）         | ウエンディ（Chihiro Sings）                        | Chihiro Sings                  | カワイヒデヒロ                 | カワイヒデヒロ                       |              |
| 2022年 1月28日         | Alice（re:works）               | ウエンディ（Chihiro Sings）                        | Chihiro Sings                  | カワイヒデヒロ                 | カワイヒデヒロ                       |              |
| 4月22日                | A Song Without A Songstress     | ウエンディ（Chihiro Sings）                        | Chihiro Sings                  | カワイヒデヒロ                 | カワイヒデヒロ                       | [ 注 2 ]     |
| すたっどばんぎゃっしゅ |                                 |                                                    |                                |                                |                                      |              |
| 2022年 3月25日         | LOVENCOURAGE                    | チッティ（相内沙英）                               | 丸山だるま                     | 丸山だるま                     | 丸山だるま HAMA-kgn（Felion Sounds） |              |
| 忍迅雷音               |                                 |                                                    |                                |                                |                                      |              |
| 2022年 4月22日         | 愛 Shinobi Fire!!               | 嵐（廣瀬直也）                                     | Yugo Ichikawa（Felion Sounds） | Yugo Ichikawa（Felion Sounds） | Yugo Ichikawa（Felion Sounds）       |              |
| トライクロニカ         |                                 |                                                    |                                |                                |                                      |              |
| 2021年 11月18日        | My Sunshine                     | シュウ☆ゾー（宮野真守）                            | Ryota Nakai                    | Ryota Nakai                    | Ryota Nakai                          |              |
| バイガンバーV          |                                 |                                                    |                                |                                |                                      |              |
| 2022年 2月25日         | 出撃！キングバイガンバーV！     | バイレッド（たかはしごう）                         | 仰木日向                       | 伊藤翼                         | 伊藤翼                               |              |
| ウワサノペタルズ       |                                 |                                                    |                                |                                |                                      |              |
| 2022年 2月25日         | 対角線を繋いでよ                | しばりん（高野麻里佳）                             | KAMEKICHI                      | KAMEKICHI                      | KAMEKICHI mo2（Felion Sounds）       |              |
| 9月30日                | 駆け抜ける旅人                  | しばりん（高野麻里佳）                             | 瀧田綺美                       | 瀧田綺美                       | 瀧田綺美                             |              |
| ドーリィドルチ         |                                 |                                                    |                                |                                |                                      |              |
| 2021年 7月15日         | カレイドスコープ・フェアリー    | キャンディラパン（佐々木未来）                     | 真崎エリカ                     | 矢鴇つかさ（Arte Refact）      | 矢鴇つかさ（Arte Refact）            | [ 注 3 ]     |
| 2022年 3月25日         | 流星ロマンス                    | キャンディラパン（佐々木未来）                     | 浅野まこと                     | James Panda Jr.                | HAMA-kgn（Felion Sounds）            |              |
| ガウガストライクス     |                                 |                                                    |                                |                                |                                      |              |
| 2021年 7月15日         | タイムリミット                  | キンタウルス（Kouta Kaneko）                       | Kouta Kaneko                   | Kouta Kaneko                   | Yugo Ichikawa（Felion Sounds）       | [ 注 4 ]     |
| クリティクリスタ       |                                 |                                                    |                                |                                |                                      |              |
| 2022年 9月30日         | 恋しちゃった！                  | クリティクリスタ                                   | 黒魔                           | 黒魔                           | 黒魔                                 |              |
| BUD VIRGIN LOGIC       |                                 |                                                    |                                |                                |                                      |              |
| 2021年 11月18日        | Evil Ethics                     | アイレーン（野口瑠璃子）                           | UiNA モリタコータ              | 小高光太郎 UiNA                | 藤井亮太 小高光太郎                  |              |
| 10月28日               | Ashesinfonia                    | アイレーン（野口瑠璃子）                           | Yugo Ichikawa（Felion Sounds） | Yugo Ichikawa（Felion Sounds） | Yugo Ichikawa（Felion Sounds）       |              |
| ARCAREAFACT            |                                 |                                                    |                                |                                |                                      |              |
| 2022年 8月26日         | フラグルーツ                    | チタン（小林裕介）                                 | 豊田雄登(HANO)                 | 豊田雄登(HANO)                 | 青木宏憲(HANO)                       |              |
| Yokazenohorizon        |                                 |                                                    |                                |                                |                                      |              |
| 2021年 11月18日        | Answer                          | リカオ（古川慎）                                   | mustie=DC                      | mustie=DC                      | 玉木千尋                             |              |
| Mashumairesh!!         |                                 |                                                    |                                |                                |                                      |              |
| 2022年 10月28日        | 星たちのオーケストラパレード    | Mashumairesh!                                      | ヨシダタクミ（saji）           | ヨシダタクミ（saji）           | 中島生也（monoralism）               |              |
| 2024年 4月5日          | はなびらの栞                    | Mashumairesh!                                      | トミタカズキ                   | トミタカズキ                   | トミタカズキ                         |              |
| DOKONJOFINGER          |                                 |                                                    |                                |                                |                                      |              |
| 2021年 7月15日         | TikTokでバズり隊                | DOKONJOFINGER                                      | 大和                           | 大和                           | 大和                                 |              |
| 2022年 1月28日         | 信じるのは己です                | DOKONJOFINGER                                      | 森本練                         | 森本練                         | 森本練                               |              |
| 7月6日                 | JULY SICK PARK                  | DOKONJOFINGER                                      | 大和                           | 大和                           | 大和                                 |              |
| 11月25日               | GUTS GUTS GUTS                  | DOKONJOFINGER                                      | Yugo Ichikawa（Felion Sounds） | Yugo Ichikawa（Felion Sounds） | Yugo Ichikawa（Felion Sounds）       |              |
| 2024年 4月5日          | WILD RIDE                       | DOKONJOFINGER                                      | 大和                           | 大和                           | 大和                                 |              |
| REIJINGSIGNAL          |                                 |                                                    |                                |                                |                                      |              |
| 2022年 1月28日         | I'll Be New Dawn                | REIJINGSIGNAL                                      | 磯谷佳江                       | 玉木千尋                       | 玉木千尋                             |              |
| 2022年 9月30日         | J.U.I.C.Y                       | REIJINGSIGNAL                                      | 磯谷佳江                       | 玉木千尋                       | 玉木千尋                             |              |
| ゼロティックホリック   |                                 |                                                    |                                |                                |                                      |              |
| 2021年 11月18日        | 人生レシピ                      | ぎゃらこ（ファイルーズあい）、しまっく（松岡美里） | 玉木千尋                       | 玉木千尋                       | 玉木千尋                             |              |
| 2023年 3月31日         | MVP                             | ぎゃらこ（ファイルーズあい）、しまっく（松岡美里） | 玉木千尋                       | 玉木千尋                       | 玉木千尋                             |              |
| Kuronoatmosphere       |                                 |                                                    |                                |                                |                                      |              |
| 2021年 3月31日         | EMORITY                         | 919（蒼井翔太）                                    | 吾龍                           | 神田ジョン                     | 神田ジョン                           |              |
| 2021年 3月31日         | Distribute Syndrome             | 919（蒼井翔太）                                    | 太田雄大 モリタコータ          | 太田雄大                       | 太田雄大                             |              |
| 2021年 3月31日         | Indivisible                     | 919（蒼井翔太）                                    | 磯谷佳江 玉木千尋              | 玉木千尋                       | 玉木千尋                             | [ 16 ]       |
| 7月15日                | HYBRiD-EMOTION                  | 919（蒼井翔太）                                    | amazuti（KEYTONE）             | amazuti（KEYTONE）             | amazuti（KEYTONE）                   |              |
| その他                 |                                 |                                                    |                                |                                |                                      |              |
| 2021年 3月26日         | アノカナタリウム（TV edit）     | SHOWBYROCK!!STARS!                                 | 玉木千尋                       | 玉木千尋                       | 玉木千尋                             | [ 注 5 ]     |
| 11月26日               | 弁 To フライ                    | ヤス（伊東健人）、919（蒼井翔太）                  | Yugo Ichikawa（Felion Sounds） | Yugo Ichikawa（Felion Sounds） | Yugo Ichikawa（Felion Sounds）       | [ 注 6 ]     |

## 音源未発売楽曲
発表済み楽曲のうち、CD発売・ダウンロード配信が行われていないものを記載。
| 発表日          | タイトル                             | 歌                 | 作詞         | 作曲         | 編曲         | 備考         |
| プラズマジカ    | プラズマジカ                         | プラズマジカ       | プラズマジカ | プラズマジカ | プラズマジカ | プラズマジカ |
| --------------- | ------------------------------------ | ------------------ | ------------ | ------------ | ------------ | ------------ |
| 2019年 12月12日 | 未来ウォンテッド（シアンVer.）       | シアン（稲川英里） | 真崎エリカ   | 三井真一     | 三井真一     |              |
| Mashumairesh!!  |                                      |                    |              |              |              |              |
| 2024年 2月20日  | No problem!!（4人Ver.）              | Mashumairesh!      | HAMA-kgn     | HAMA-kgn     | HAMA-kgn     |              |
| その他          |                                      |                    |              |              |              |              |
| 2020年 6月25日  | クロウのショウバイエモいいおぼえうた | クロウ（谷山紀章） |              |              |              | [ 注 7 ]     |